# Tramwaj

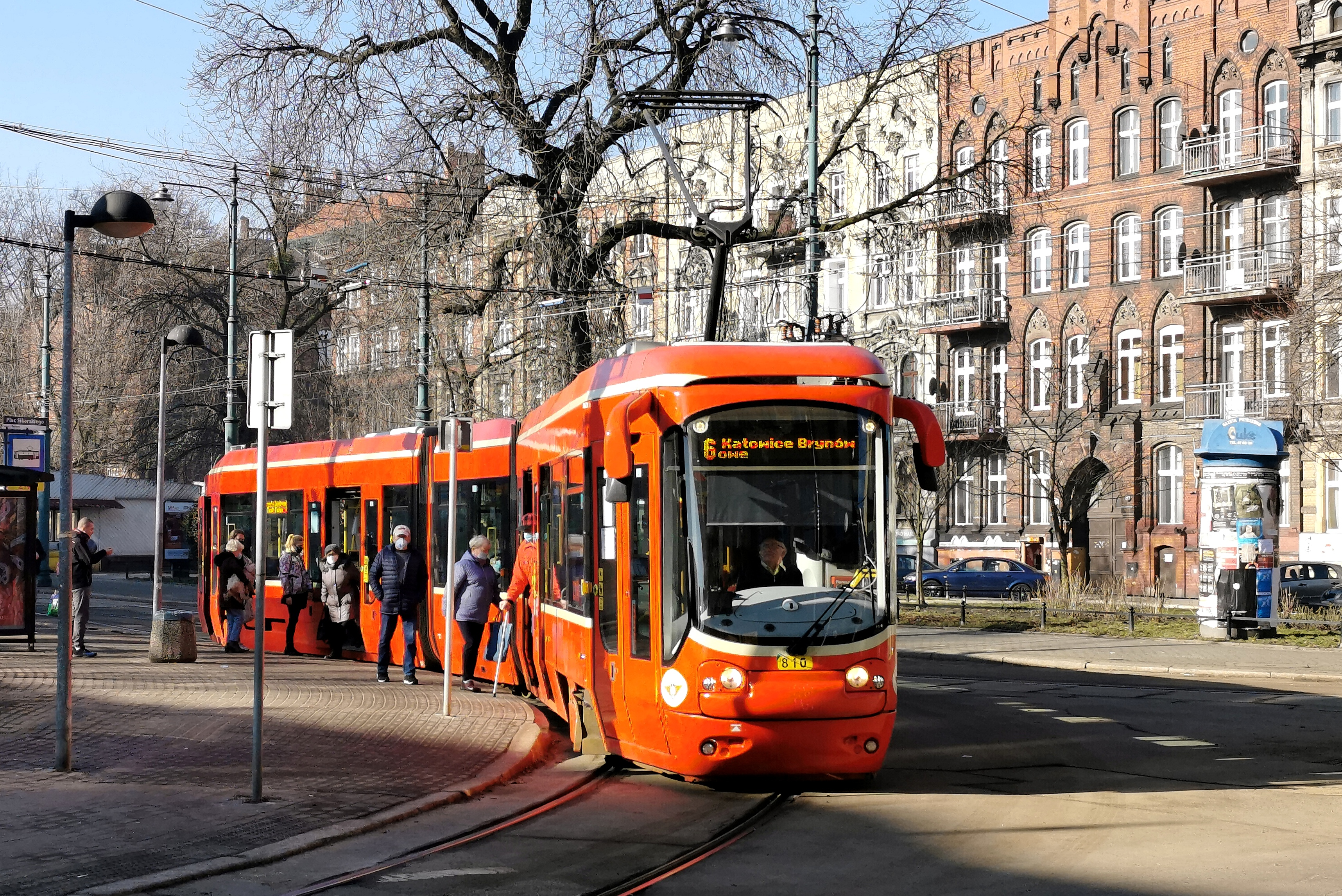
Tramwaj typu 116Nd w Bytomiu

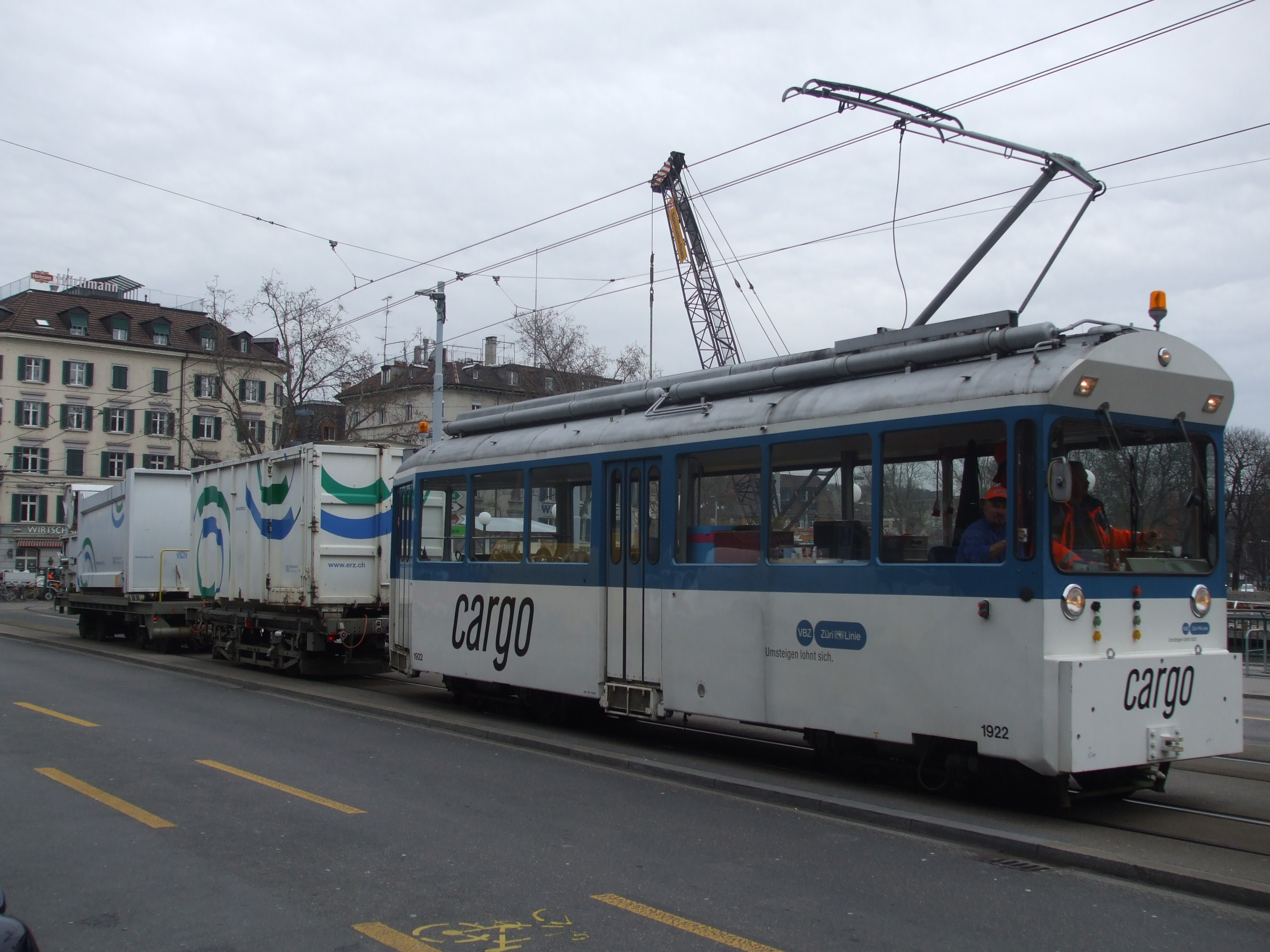
Tramwaj towarowy na ulicach Zurychu

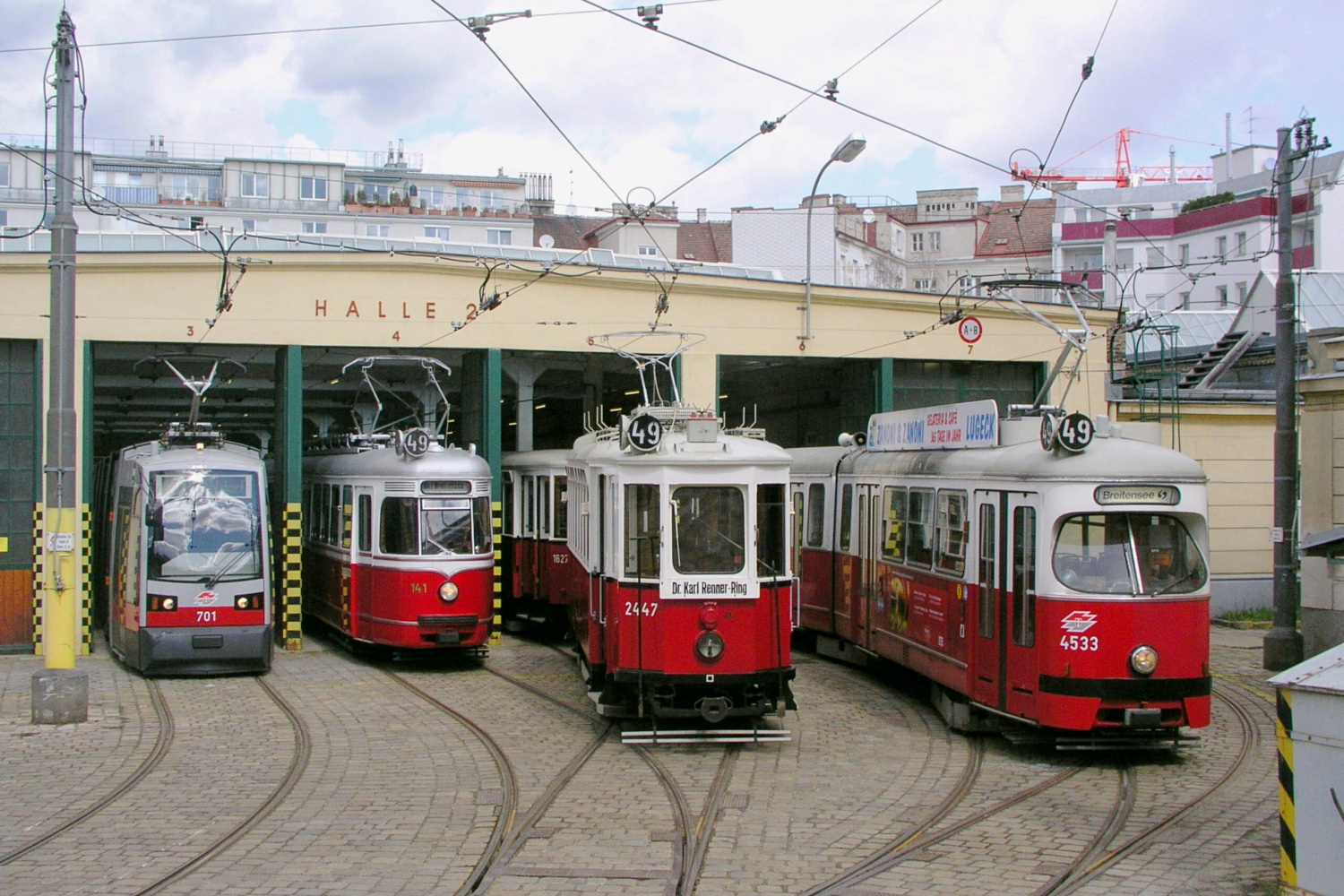
Zajezdnia tramwajowa w Wiedniu

Tramwaj (z ang. tramway – linia tramwajowa, tram – tramwaj) – pasażerski pojazd drogowy o miejscach siedzących dla więcej niż dziewięciu osób (łącznie z motorniczym) i długości nie większej niż 65 metrów, podłączony do przewodów elektrycznych lub napędzany silnikiem spalinowym oraz poruszający się po szynach.
Według innej definicji tramwaje to drogowe pojazdy pasażerskie lub towarowe zaprojektowane do eksploatacji na liniach tramwajowych.
Tramwaj można również definiować jako lekki pojazd szynowy komunikacji miejskiej o napędzie elektrycznym przystosowany do poruszania się w ruchu ulicznym.
Tramwaj może poruszać się zarówno w ruchu mieszanym, po szynach wbudowanych w jezdnię, jak i po wydzielonych torowiskach, również z odcinkami całkowicie bezkolizyjnymi lub podziemnymi. Tramwaje są zazwyczaj krótsze i lżejsze niż tradycyjne pociągi, a ich konstrukcja przystosowana jest do poruszania się po mieście, niemniej wiele rozwiązań w zakresie wykorzystywanych technologii i infrastruktury jest bardzo podobnych. Niektóre tramwaje przystosowane są również do poruszania się po klasycznej sieci kolejowej – są to tzw. tramwaje dwusystemowe. Sieć tramwajowa obejmuje najczęściej obszar pojedynczego miasta; spotykane są jednak sieci obsługujące zarówno obszary podmiejskie, jak i duże aglomeracje.
Obecnie tramwaje napędzane są (z nielicznymi wyjątkami) wyłącznie silnikami elektrycznymi. Prąd dostarczany jest z sieci trakcyjnej, a niekiedy także z trzeciej szyny lub akumulatorów. Dawniej używano również tramwajów konnych, parowych lub spalinowych, jak również systemów z napędem stacjonarnym (San Francisco), wagonów akumulatorowych lub napędzanych silnikami pneumatycznymi.
W latach 2001–2016 i 2017-2020 tramwaje towarowe dostarczały części z magazynów położonych na obrzeżach Drezna do fabryki Volkswagena znajdującej się w centrum miasta. Podobny tramwaj jeździ po ulicach Zurychu od 2003 roku i przewozi odpady.

## Etymologia
Słowa tram oraz tramway wywodzą się ze Szkocji, gdzie pierwotnie (ok. 1500 roku) oznaczały rodzaj wagoników używanych w kopalniach węgla oraz dróg, po których się one poruszały. Wywodzą się prawdopodobnie ze średnioflamandzkiego słowa tram tłumaczonego jako „uchwyt taczek, belka, szczebel”, którego pochodzenie jest nieznane. Pierwsze pojawienie się tego słowa we współczesnym znaczeniu datowane jest na rok 1860, zaś zwrotu „wagon tramwajowy” – na 1873.
W języku polskim słowo pojawiło się wraz z budową pierwszych linii tramwaju konnego jako zapożyczenie z języka angielskiego. Przez długi czas funkcjonowało równoległe określenie „miejska kolej konna”, a później „miejska kolej elektryczna” – można je spotkać w dokumentach oraz nazwach przedwojennych spółek tramwajowych.
Słowo tramway zostało też zapożyczone z angielskiego do wielu innych języków, jednak w Stanach Zjednoczonych znacznie częściej używa się nazw trolley, trolley car oraz streetcar. Ponadto sieci szybkiego tramwaju są określane terminem light rail (z ang. „lekka kolej”).

## Historia

### Powstanie sieci tramwajowych

#### Na świecie
Pierwsza linia kolejowa określana mianem „tramwaju”, Swansea and Mumbles Railway, została otwarta w 1804 roku w Wielkiej Brytanii i służyła do transportu węgla oraz rudy żelaza. Transport pasażerski został uruchomiony w roku 1807. W tym czasie słowo tram oznaczało jeszcze wagoniki kopalniane, zaś sama linia zaliczana jest w późniejszych brytyjskich publikacjach zarówno do linii kolejowych, jak i tramwajowych.
Pierwszy tramwaj miejski pojawił się za sprawą inżyniera Johna Stephensona w Nowym Jorku w 1832 roku. Wagoniki były ciągnięte przez konie po szynach zabudowanych w jezdni. W 1835 roku otwarta została pierwsza linia tramwajowa w Nowym Orleanie, dając zaczątek najstarszej, funkcjonującej nieprzerwanie sieci tramwajowej świata. Od lat 60. XIX w. tramwaje rozpowszechniły się w Europie; w tym czasie we Francji pojawiły się pierwsze tramwaje parowe (wagony tramwajowe ciągnął parowóz o całkowicie obudowanym, przystosowanym do ruchu w mieście nadwoziu). W 1879 r. w Nantes Ludwik Mękarski, inżynier polskiego pochodzenia, zbudował system tramwajowy oparty na systemie napędu pneumatycznego. Wagony były wyposażone w zbiorniki sprężonego powietrza, które były uzupełniane na stacjach końcowych. System ten funkcjonował przez 34 lata.

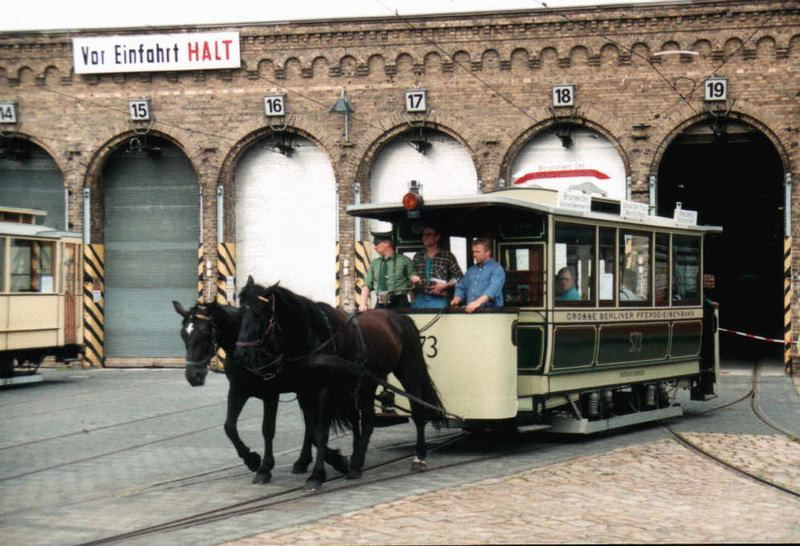
Tramwaj konny z roku 1885 w Berlinie
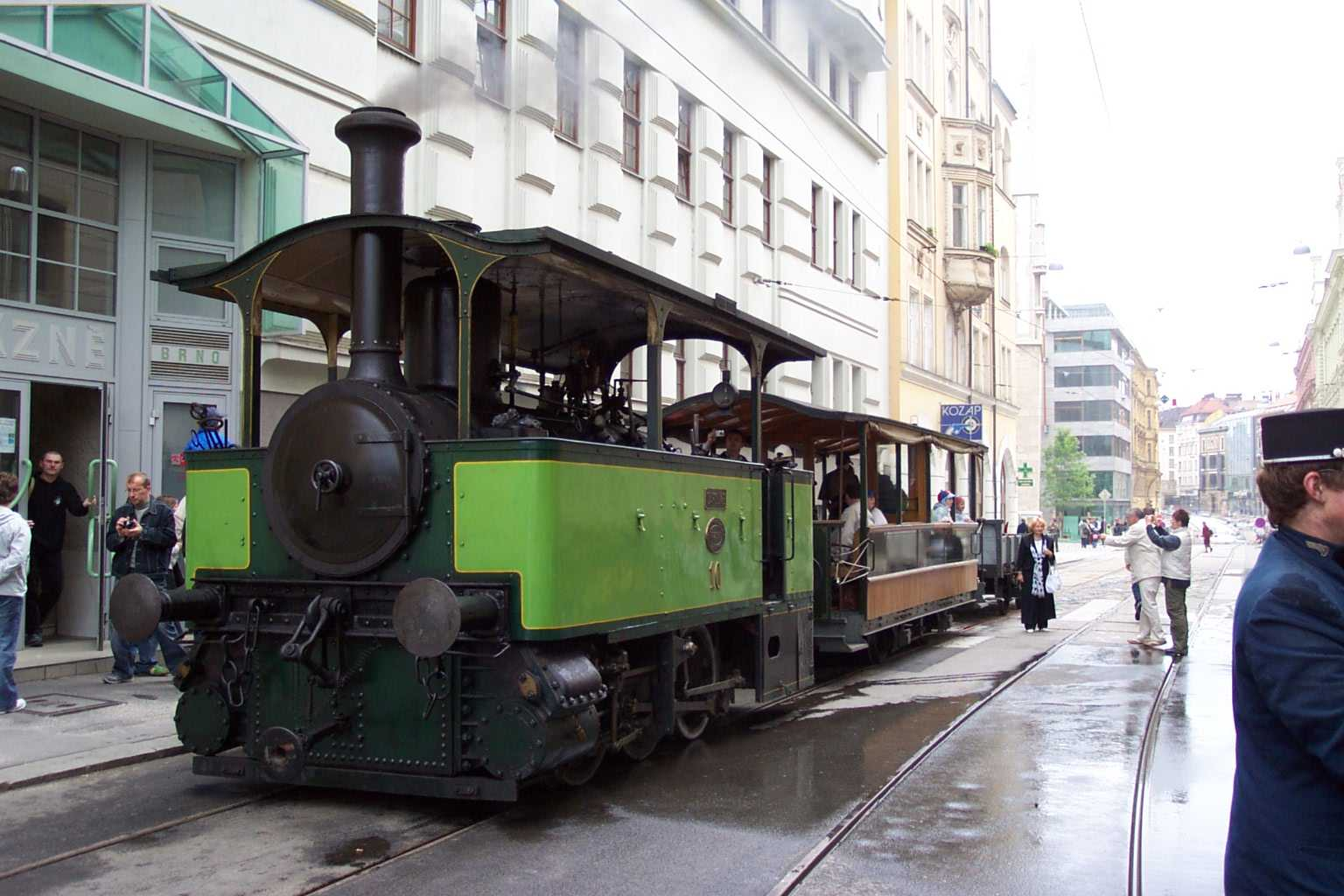
Tramwaj parowy z lat 80. XIX w. na ulicach Brna
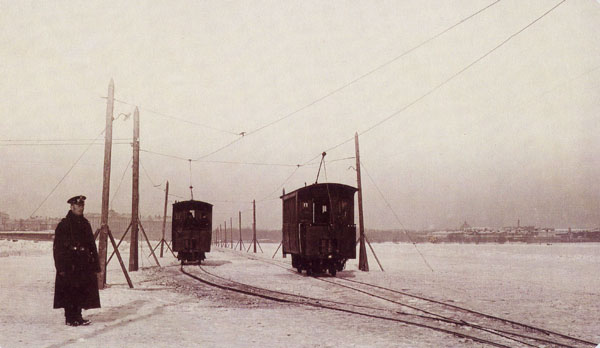
Tramwaje na skutej lodem Newie w Petersburgu na przełomie XIX i XX w.
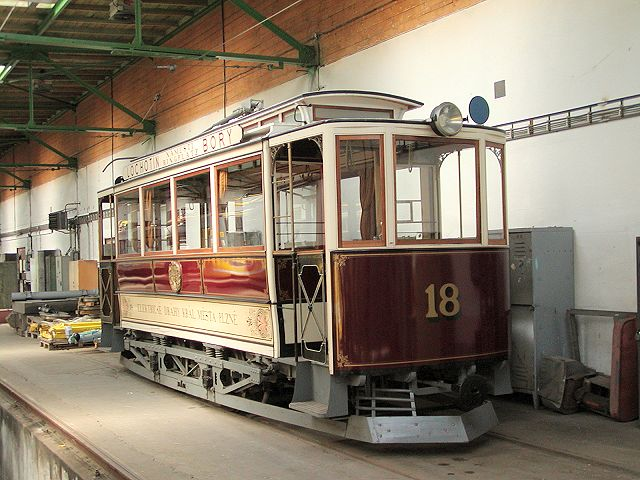
Zabytkowy tramwaj Brožík/Zeman/Křižík z 1899 roku w Pilźnie (Czechy) – jeden z najstarszych czynnych tramwajów elektrycznych

#### W Polsce
Na terenie obecnej Polski pierwszą linię tramwaju konnego uruchomiono w 1866 r. w Warszawie; służyła do transportu między dworcami kolejowymi. W 1873  r. powstała pierwsza linia w Gdańsku, w 1877 we Wrocławiu, w 1879 w Szczecinie, w 1880 we Lwowie i w Poznaniu oraz w 1882 w Krakowie. W Sopocie prywatny tramwaj konny ruszył 1 maja 1884; przetrwał do początku XX wieku. W następnych latach linie tramwajów konnych były uruchamiane w kolejnych miastach, zaś ostatnim miastem otwierającym sieć tego typu tramwaju był Kostrzyn nad Odrą w roku 1903.

### Tramwaje elektryczne

#### Na świecie

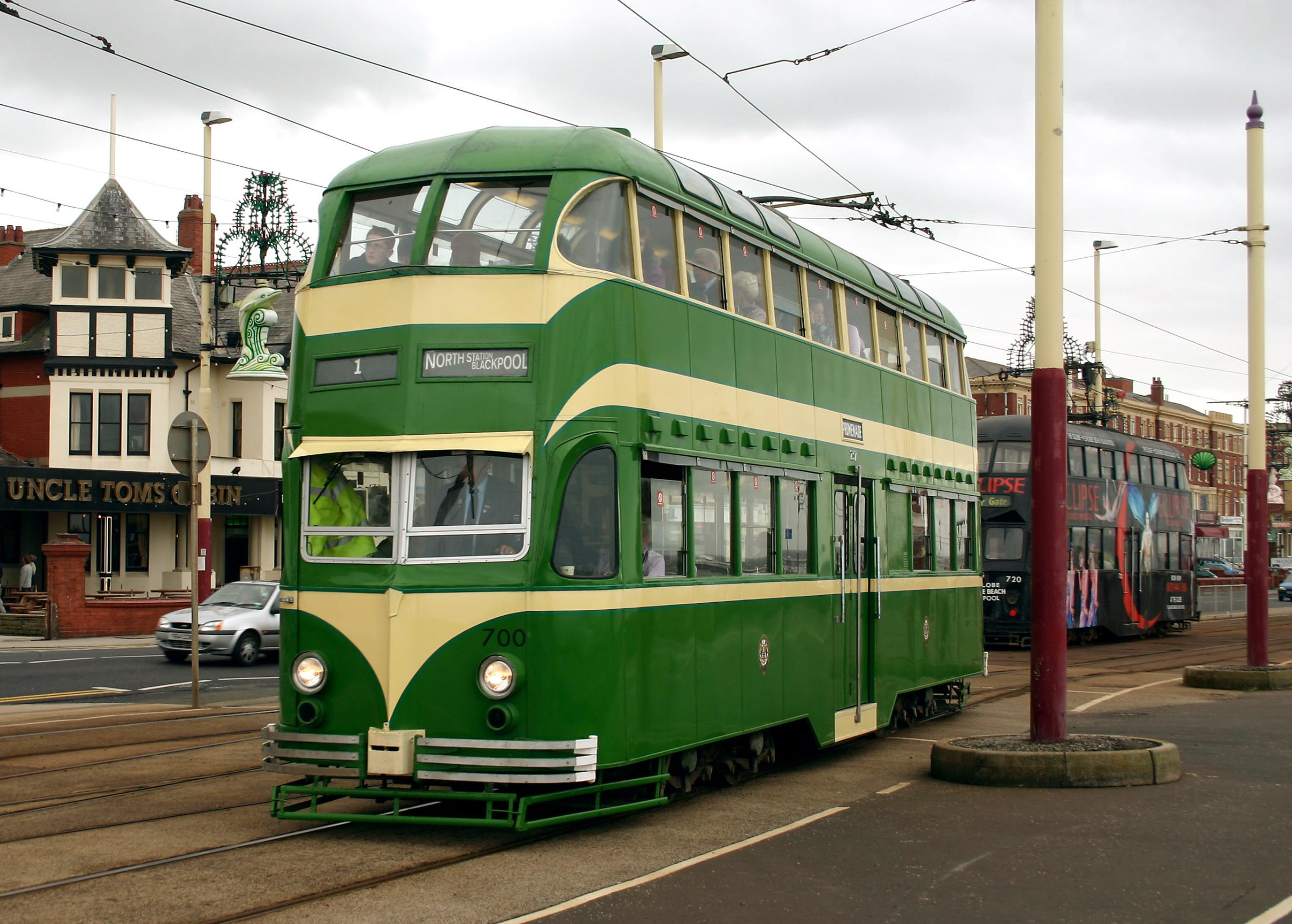
Tramwaje piętrowe w Blackpool

Pierwszy eksperymentalny tramwaj elektryczny skonstruowany przez Wernera Siemensa uruchomiono w Groß-Lichterfelde (obecnie dzielnica Berlina) w 1881 r. W 1891 r. uruchomiono liniowy ruch tramwajów elektrycznych na pierwszej sieci w Halle (Saale). Do wybuchu I wojny światowej zelektryfikowano prawie wszystkie istniejące wcześniej sieci tramwajowe.
W Belgii powstała sieć tramwajów regionalnych obejmująca cały kraj. W Niemczech tramwaje stały się bardzo popularne (w 1936 r. przewiozły 2,6 mld pasażerów), również w wielu małych miastach – tramwaj stanowił symbol wielkomiejskiego statusu. W Wielkiej Brytanii powstawały tramwaje piętrowe, do dziś jeżdżące jedynie w mieście Blackpool (a także jako linie muzealne w Beamish Museum w pobliżu Newcastle upon Tyne), czy też w muzeum tramwajowym w Crich pod Londynem (Crich Tramway Village, home of the National Tramway Museum).
Do końca II wojny światowej w USA istniała rozbudowana sieć tramwajów podmiejskich i miejskich, umożliwiająca przejazd na duże odległości, np. z Nowego Jorku do Bostonu. Już w latach trzydziestych dawała się odczuć konkurencja autobusów i transportu indywidualnego, czemu przejściowo zaradzono wprowadzając cechujące się bardzo dobrym przyspieszeniem i wysoką prędkością maksymalną, a także wyposażone w hamulce szynowe wagony jednokierunkowe typu PCC (stanowią one wzorzec większości wagonów używanych obecnie w Polsce).

#### W Polsce

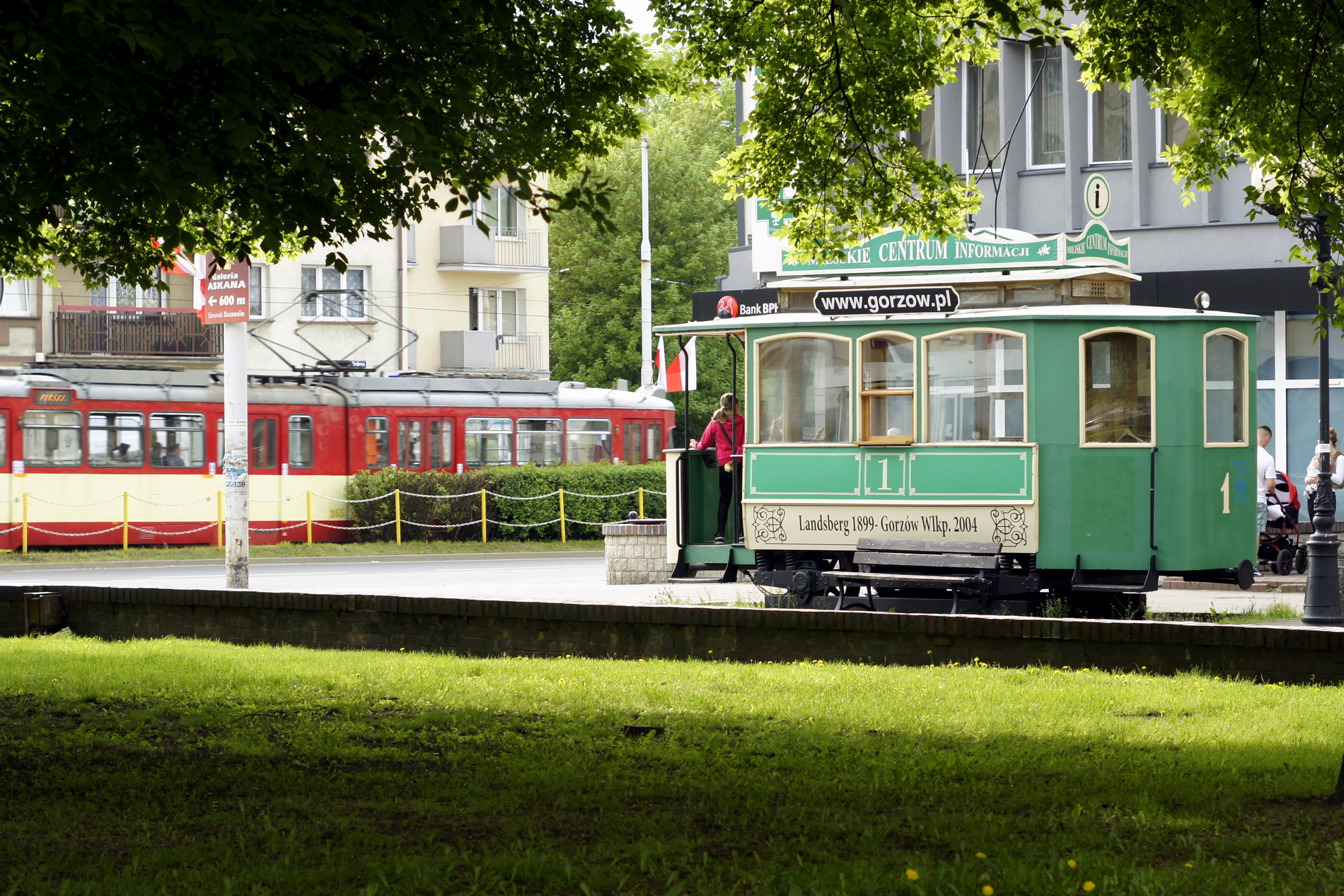
Gorzów Wlkp. Replika tramwaju Landsberg firmy Herbrandt z 1899 r.

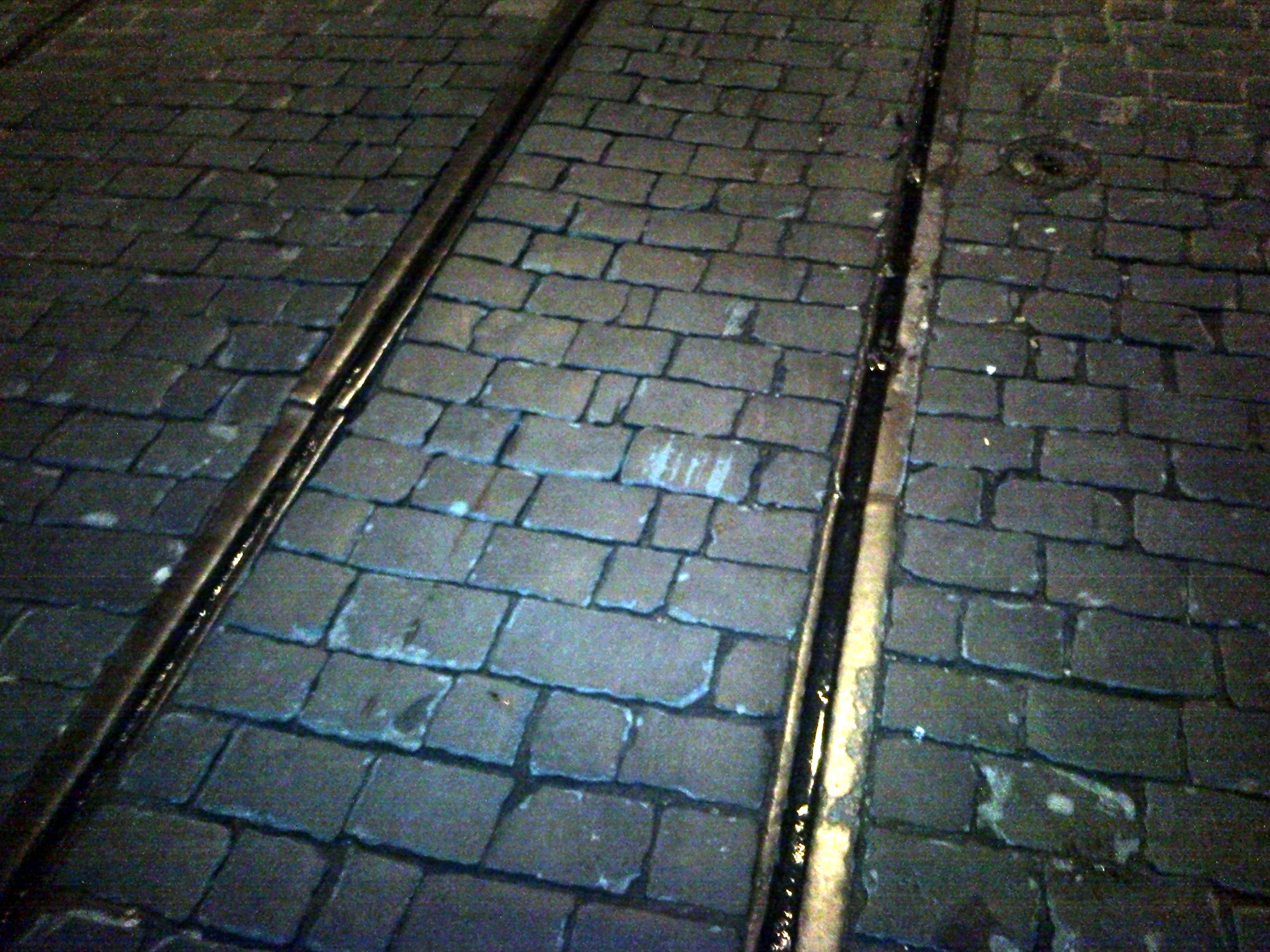
Dawne tory tramwaju wąskotorowego na ulicy Szewskiej w Krakowie

Na ziemiach polskich tramwaje elektryczne po raz pierwszy pojawiły się na ulicach Wrocławia w 1893 r., następnie w 1894 we Lwowie (pierwszy w monarchii austro-węgierskiej, uruchomiony z okazji Powszechnej Wystawy Krajowej), kolejne w 1895 w Bielsku i Elblągu, w 1896 w Bydgoszczy, Gdańsku i Grudziądzu, w 1897 w Szczecinie i Zgorzelcu, w 1898 na Górnym Śląsku, w Legnicy, Łodzi (pierwsze w Królestwie Polskim), Poznaniu, Słubicach i Wałbrzychu, w 1899 w Toruniu i Gorzowie oraz w 1901 w Krakowie.
Najbardziej rozległą sieć tramwajową posiada obecnie Górnośląsko-Zagłębiowska Metropolia. Pierwotna sieć linii tramwajów górnośląskich o trakcji parowej i unikalnej szerokości toru 785 mm powstała staraniem spółki Oberschlesische Dampfstrassenbahnen w 1894 r., łącząc Piekary Śląskie z Bytomiem i Bytom przez Królewską Hutę (Chorzów), Świętochłowice-Lipiny, Rudę i Zabrze z Gliwicami. W 1896 w sieć włączono dzisiejsze miasta Katowice i Siemianowice Śląskie. W 1898 linie zostały zelektryfikowane. W Bytomiu i Katowicach z początkiem XX w. zbudowano ponadto normalnotorowe linie tramwajowe. W okresie międzywojennym rozpoczęto unifikację i łączenie sieci (tory wąskie przekuwano na normalne). Ostatnią linią tramwaju 785 mm była przebudowana w 1952 trasa linii 12 Chorzów – Siemianowice Śląskie.
Kolejnymi miastami uruchamiającymi linie tramwajów elektrycznych na ziemiach polskich były: Jelenia Góra (1900), Kraków (szerokość toru 900 mm od 1901, a od 1913  r.  - 1435 mm), Gubin (1904), Olsztyn (1907), Warszawa (szerokość toru 1525 mm od 1908, a od 1946 1435 mm) i Słupsk (1910). Dodać należy również rozpoczętą w roku 1975 budowę dwóch odcinków torowiska o szerokości torów 1435 mm w Bydgoszczy, gdzie jeden z odcinków całkowicie rozebrano, a drugi przekuto na dotychczasowy i wcześniejszy rozstaw szyn (1000 mm).
W 1911 r. oddano do użytku linie tramwajowe w trzech miastach: w Cieszynie (zlikwidowana w 1921 po podziale miasta między Polskę i Czechosłowację), w Tarnowie (zlikwidowaną w roku 1942 przez niemieckie władze okupacyjne) oraz w Koszalinie.
Jeszcze później otwarto linie w Inowrocławiu (1912) i Kostrzynie nad Odrą (1925) oraz Zagłębiu Dąbrowskim. W granicach Polski znalazła się także na krótko po aneksji Zaolzia sieć tramwajowa o szerokości toru 760 mm obsługująca Zagłębie Ostrawsko-Karwińskie. W 1946 tramwaje połączyły Gdańsk z Sopotem.
W okresie PRL-u jedynym miastem, w którym powstał całkowicie nowy system tramwajowy była Częstochowa – w 1959 r.
Najnowszą z istniejących sieci w Polsce jest funkcjonująca od końca 2015 r. sieć tramwajowa w Olsztynie.

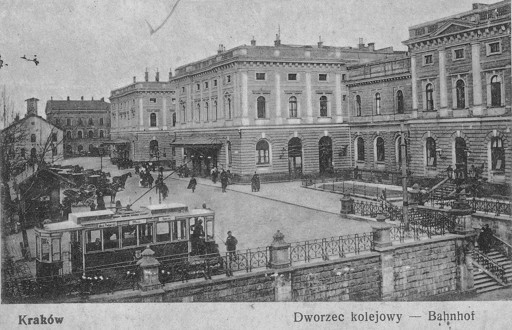
Kraków, 1916 rok
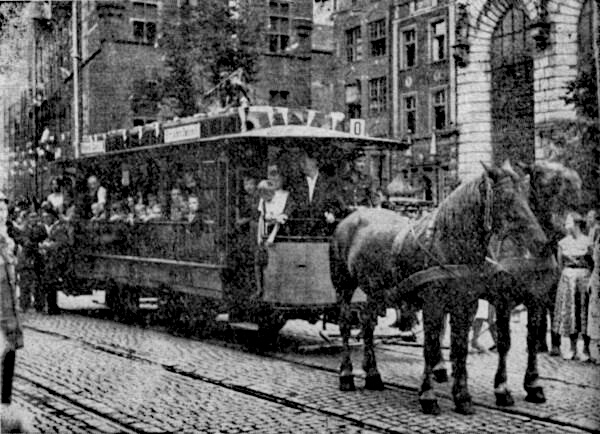
Gdańsk, XIX wiek
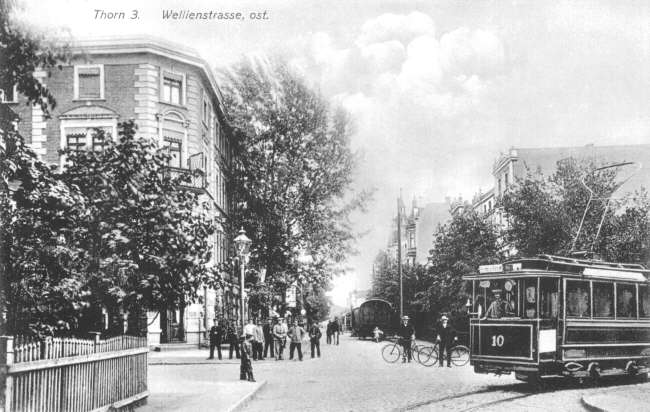
Toruń, początek XX wieku
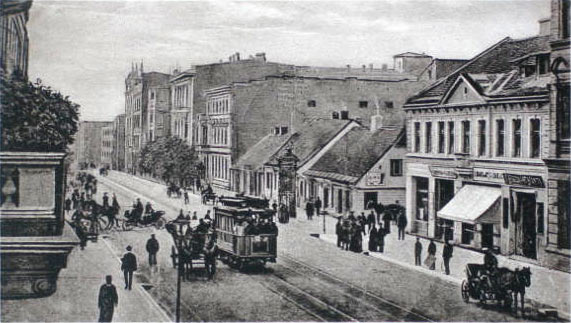
Łódź, rok 1900
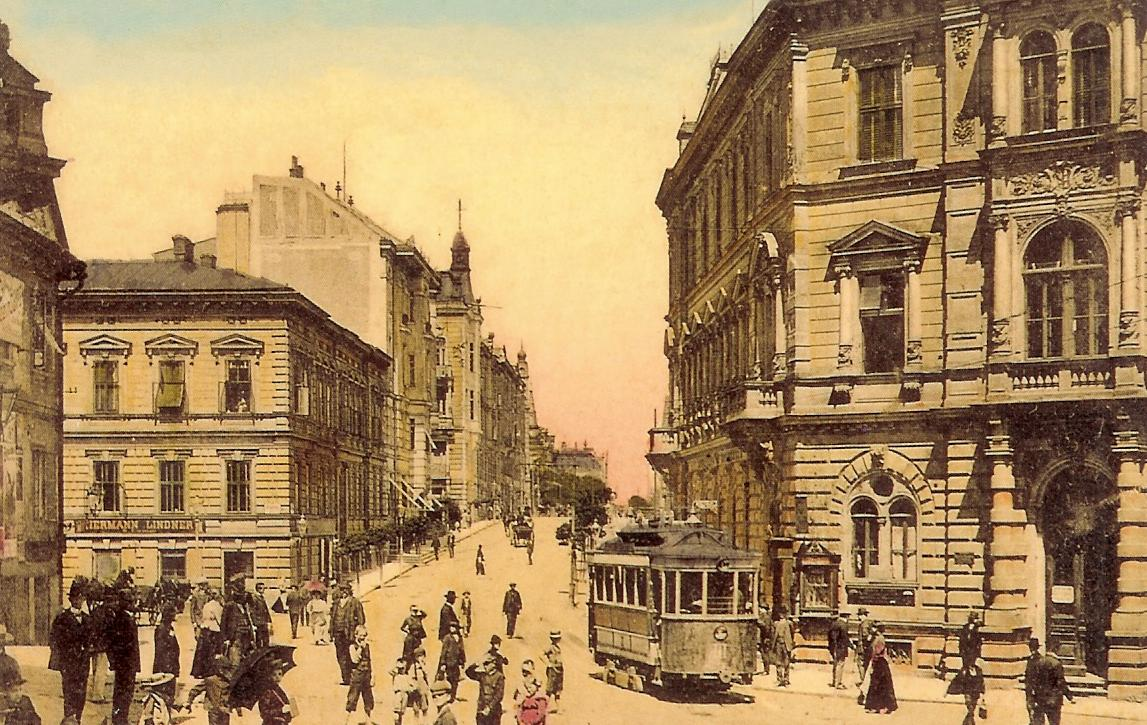
Bielsko, 1909 rok
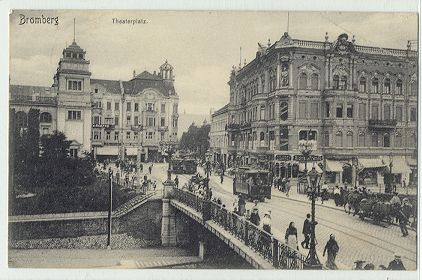
Bydgoszcz, 1911 rok

### Faza likwidacji tramwajów

#### Na świecie
Po II wojnie światowej, w latach czterdziestych i pięćdziesiątych XX w., w USA rozpoczęła się masowa likwidacja linii tramwajowych. Było to spowodowane z jednej strony gwałtownym wzrostem zamożności i relatywnym spadkiem cen samochodów osobowych, które zmniejszyły drastycznie zapotrzebowanie na lokalny transport publiczny, a z drugiej strony polityką transportową wielu miast i stanów, których władze uznały utrzymywanie transportu tramwajowego za przeżytek. W wielkich miastach transport tramwajowy, jak wówczas twierdzono, zajmujący zbyt wiele miejsca i blokujący ruch innych pojazdów, został zastąpiony metrem i liniami autobusowymi.
Do upadku ogromnej liczby systemów tramwajowych przyczyniła się firma General Motors wspólnie z niektórymi koncernami paliwowymi i produkującymi ogumienie. Korporacje te powołały do życia spółkę Narodowe Linie Miejskie (ang. National City Lines). Nieoficjalnym celem powołania spółki było wykupienie wszystkich linii tramwajowych w USA i zastąpienie ich autobusami, a przede wszystkim usunięcie alternatywy dla samochodów. Nie zawsze przejmowanie spółek tramwajowych było przeprowadzane zgodnie z prawem. W roku 1949 firmie General Motors udowodniono nielegalne działania monopolistyczne i ukarano grzywną w wysokości 5000 dolarów za każde przejęte przedsiębiorstwo, co było niewspółmiernie niską kwotą w stosunku do zniszczeń infrastruktury transportu publicznego. Doskonałe przygotowanie prawne owego „wrogiego przejęcia” spowodowało jednak, że „spisek antytramwajowy”, znany w historii jako wielki amerykański skandal tramwajowy, jako taki nie został udowodniony.
Na zachodzie Europy również zlikwidowano wiele sieci i linii tramwajowych, w tym wszystkie w Danii, prawie wszystkie w Wlk. Brytanii, Francji, Szwecji i Hiszpanii. Likwidacji uległy także liczne sieci tramwajowe w Niemczech Zachodnich, Austrii i we Włoszech. Dotyczyło to zazwyczaj małych i średnich miast oraz słabiej obciążonych linii podmiejskich. Likwidacja tramwajów często wywoływała ogromne kontrowersje, a burmistrzowie miast takich jak Hamburg mieli pełną świadomość negatywnych aspektów podejmowanych decyzji. Tymczasem w Szwajcarii i krajach RWPG większość sieci tramwajowych pozostała nienaruszona. Kraje Bloku Wschodniego z reguły rozbudowywały infrastrukturę sieci tramwajowych, a Czechosłowacja stała się światowym liderem w produkcji taboru tramwajowego.
W latach 50. XX wieku w Europie wprowadzono szeroko do użytku nowoczesne, jak na owe czasy, wagony oparte na amerykańskim typie PCC lub wywodzące się z niemieckiej konstrukcji fabryki Duewag, często jako sześcio- lub ośmioosiowe wagony przegubowe. Większość przedsiębiorstw, które we właściwym czasie wymieniły tabor, oparła się likwidacji. Pierwszy poważny kryzys paliwowy na początku lat 70. XX w. oraz narastający problem smogu miejskiego spowodowały rewizję poglądów na temat celowości zastępowania transportu tramwajowego autobusowym.

#### W Polsce

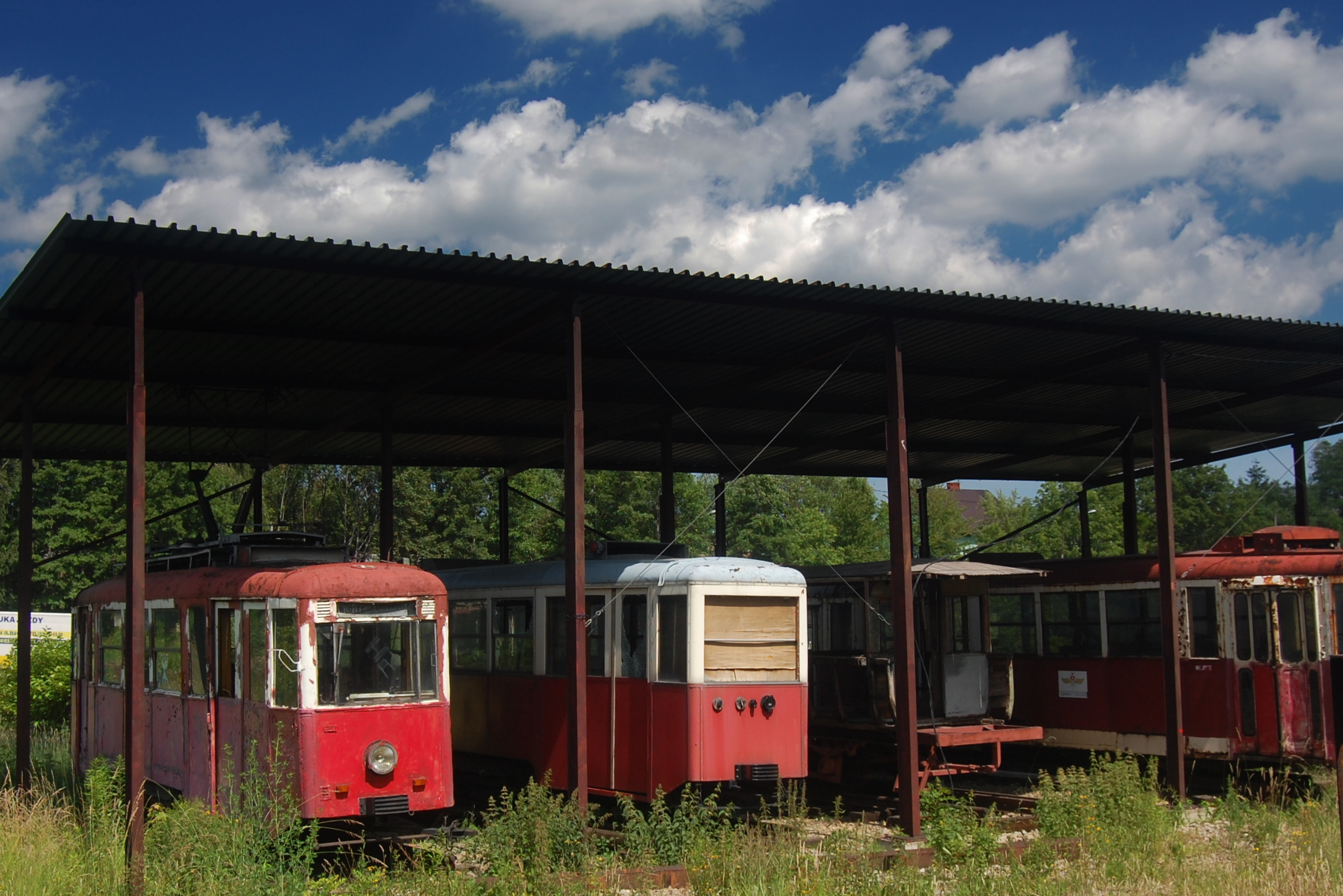
Tramwaje w Bielsku-Białej zlikwidowano w 1971 roku; na zdjęciu wagony pozostałe po nieistniejącym systemie

Systemy tramwajowe w wielu większych miastach Polski były po wojnie rozbudowywane i modernizowane. Jednocześnie starsze i mniej funkcjonalne odcinki w większych miastach oraz całe sieci w miastach mniejszych były likwidowane. Zgodnie z polityką PZPR-u, zakładającą pozostawienie i rozbudowę tramwajów tylko w miastach większych, systemy tramwajowe zlikwidowano w:
- Słupsku (1959)
- Inowrocławiu (1962)
- Olsztynie (1965); przywrócone w 2015 z rozstawem torów 1435 mm zamiast wcześniejszego 1000 mm
- Wałbrzychu (1966)
- Legnicy (1968)
- Jeleniej Górze (1969)
- Bielsku-Białej (1971)

Zredukowano natomiast sieć w następujących miastach:
- Grudziądz
  - 1979 – likwidacja linii do Mniszka
- Bydgoszcz:
  - 1969 – likwidacja torowisk na Starym Mieście,
  - 1974 – likwidacja na ulicach Lelewela i Jurasza,
  - 1984 – likwidacja na ulicy Grunwaldzkiej,
  - 1990 – zawieszenie ruchu pasażerskiego do dworca kolejowego,
  - 1997 – likwidacja torowiska do dworca kolejowego i warsztatów przy ul. Zygmunta Augusta, reaktywacja linii w 2012 roku.
- Elbląg
  - 1956 – skrócenie linii z Parku Bażantarnia do pętli Marymoncka,
  - 1967 – likwidacja torowiska w ciągu ulic Traugutta i Agrykola,
  - 1968 – likwidacja torowisk na Starym Mieście.
- Gdańsk:
  - 1947 – likwidacja torowisk na Starym Mieście w ciągu ulic Korzennej, Kowalskiej i Szerokiej oraz trasy technicznej przez Stare Przedmieście do zajezdni Łąkowa
  - 1959 – likwidacja torowisk na Głównym Mieście w ciągu ulic Długiej, Długi Targ, Stągiewnej i Długie Ogrody (odcinek Szopy – Łąkowa).
  - 1960 – likwidacja torowiska w ciągu ulic Waryńskiego i Chrobrego
  - 1961 – likwidacja linii do Sopotu
  - 1971 – likwidacja pętli Targ Węglowy
  - 1972 – likwidacja linii na Orunię
  - 1981 – likwidacja pętli Doki na obecnym pl. Solidarności
  - 1995 – likwidacja w ciągu ulic Łąkowej (odcinek Podwale Przedmiejskie – Długie Ogrody) i Długie Ogrody,
  - 1999 – likwidacja linii na Dolne Miasto wraz z zajezdnią Łąkowa
- Gorzów Wielkopolski:
  - 1973 – likwidacja linii na Zamoście
  - 2012 – zawieszenie ruchu pasażerskiego do Dworca Kolejowego
- Konurbacja górnośląska:
  - 1976 – likwidacja linii z Bytomia do Dąbrowy Miejskiej,
  - 1979 – likwidacja linii pomiędzy Szarlejem a Piekarami Śląskimi,
  - 1980 – likwidacja linii w Bytomiu pomiędzy ul. Celną a mijanką w Karbiu,
  - 1981 – likwidacja linii pomiędzy Rozbarkiem a Szarlejem,
  - 1983 – likwidacja linii pomiędzy ul. Łużycką w Bytomiu a Wieszową i Stolarzowicami,
  - 1986 – likwidacja linii w Gliwicach pomiędzy ul. Strzody a Trynkiem i ul. Zygmunta Starego.
  - 2006 – likwidacja linii pomiędzy Bytomiem a Piekarami Śląskimi do pętli w Dąbrówce Wielkiej,
  - 2006 – likwidacja linii pomiędzy Będzinem a Wojkowicami do pętli Żychcice,
  - 2008 – likwidacja linii w Bytomiu pomiędzy Śródmieściem a Łagiewnikami (linia została w 2014 roku reaktywowana),
  - 2009 – likwidacja linii pomiędzy Chorzowem (plac Hutników) a katowickim Wełnowcem (plac Alfreda),
  - 2009 – likwidacja linii tramwajowych w Gliwicach pomiędzy pętlą na terenie dzielnicy Wójtowa Wieś a zajezdnią Gliwice,
  - 2015 – likwidacja linii pomiędzy Rudą Śląską (w dzielnicy Ruda) a Bytomiem
- Łódź:
  - 1978 – likwidacja linii do Tuszyna,
  - 1991 – likwidacja linii do Aleksandrowa Łódzkiego
  - 1992 – likwidacja linii na Złotno
  - 1993 – likwidacja linii do Rzgowa,
  - 1996 – likwidacja linii do Rudy Pabianickiej
  - 1998 – likwidacja torowiska w ciągu ulicy Łagiewnickiej pomiędzy Warszawską a Bema
  - 2008 – likwidacja torowisk w ciągu ulic: Czerwona, Wólczańska i Wróblewskiego
  - 2018 – zawieszenie ruchu pasażerskiego do Ozorkowa

- Toruń:

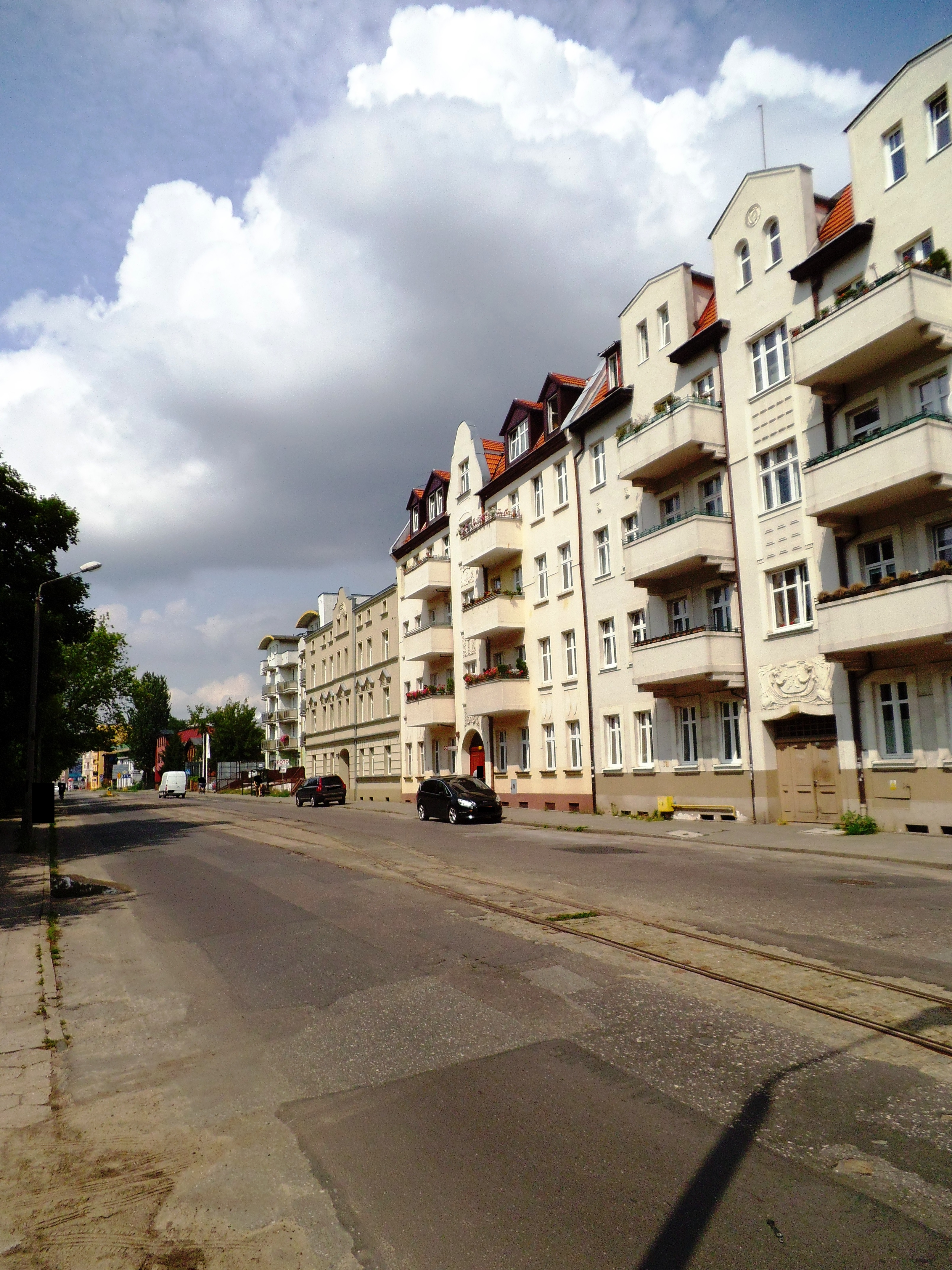
Dawna mijanka na Chełmińskim Przedmieściu w Toruniu (obecnie odbudowano)

  - 1970 – likwidacja linii na terenie Zespołu Staromiejskiego,
  - 1984 – likwidacja linii do dworca Toruń Główny,
  - 1991 – likwidacja linii do dworca Toruń Północny,
  - 2011 – likwidacja torowiska w ciągu ul. Wschodniej.
- Warszawa:
  - 1973 – likwidacja linii na Powązki i do Wilanowa
  - 1999 – likwidacja pętli i torowiska na ulicy Staszica
  - 2006 – likwidacja pętli Wierzbno
- Kraków
  - 2018 – zawieszenie pętli Walcownia

Przed wojną w Koszalinie działał system tramwajowy łączący w sobie cechy tramwaju i kolejki podmiejskiej – łączył Koszalin z nadmorskim Mielnem, a fragment trasy był wspólny z linią kolejową. Został zlikwidowany jeszcze w 1939 r., a wagony sprzedano na Górny Śląsk.
W czasie wojny tramwaje zlikwidowano w Tarnowie (1942), gdyż przeszkadzały ruchom wojska.
Linie tramwajowe i tramwaje posiadały cztery miasta, które po II wojnie światowej uległy podziałowi na części polską i niemiecką – były to Słubice/Frankfurt nad Odrą, Kostrzyn nad Odrą/Küstrin-Kietz, Gubin/Guben oraz Zgorzelec/Görlitz. Oprócz Gubina, w którym tramwaje przestały jeździć w roku 1936 z powodów ekonomicznych, wszystkie linie w polskiej części podzielonych miast zostały zlikwidowane w 1945 r. Po stronie niemieckiej tramwaje nadal jeżdżą w Görlitz i we Frankfurcie nad Odrą.
Do całkowitej likwidacji przeznaczone były systemy w Elblągu, Gorzowie Wielkopolskim i Grudziądzu, jednak mieszkańcy tych miast stanęli w obronie swoich tramwajów. Powodem tej swoistej mody na likwidację tramwajów była ówczesna koniunktura na rynku transportowym, nastawiona głównie na rozwijanie motoryzacji, czyli zastępowanie tramwajów bardziej nowoczesnymi, w opinii ówczesnych decydentów, autobusami. Likwidowane systemy charakteryzowały się węższym prześwitem toru (1000 mm; normalnotorowy prześwit to 1435 mm), co przy złym stanie torowisk znacznie ograniczało prędkość tramwaju. Często były to linie jednotorowe z tzw. mijankami, czyli krótkimi odcinkami, gdzie tramwaje jadące w przeciwnych kierunkach mogły się minąć. W przypadku umieszczenia mijanki na wąskiej jezdni powodowało to zatory, ponieważ tramwaje musiały na nich oczekiwać na przyjazd pojazdu z naprzeciwka. Stanowiło to znaczący argument za likwidacją sieci tramwajowej. System wąskotorowy utrzymał się jednak do dziś w Bydgoszczy, Elblągu, Grudziądzu, Łodzi i Toruniu. Olbrzymie znaczenie miał także fakt popierania wówczas przez władze eksportu polskiego węgla w zamian za dewizy. By zmniejszyć krajowe zużycie surowców starano się przestawić transport miejski z elektryczności (elektrownie węglowe) na tanią radziecką ropę.

### Odrodzenie transportu tramwajowego

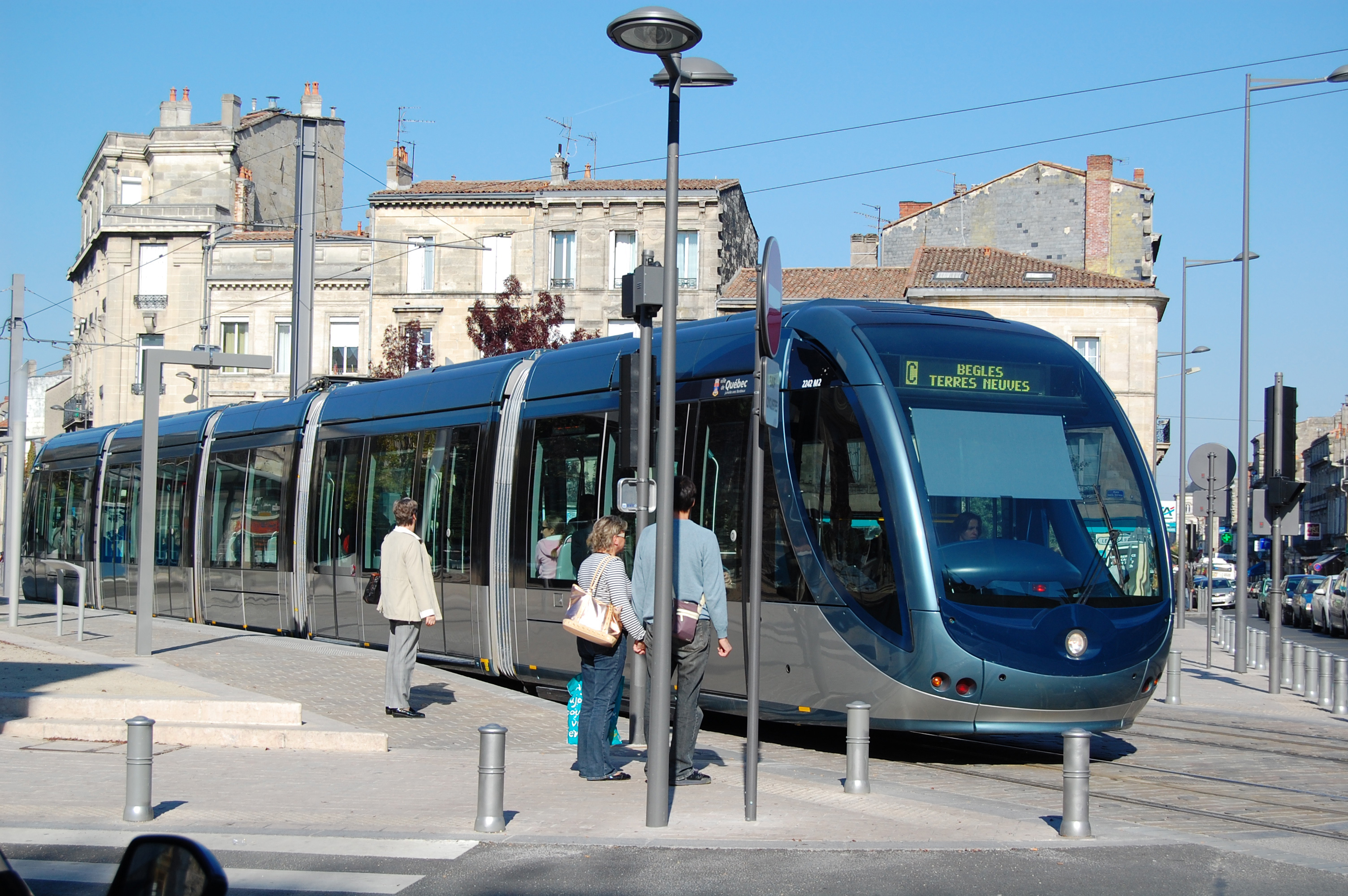
Tramwaj zasilany z trzeciej szyny w Bordeaux (2007)

Od lat 80. XX w. wiele miast na świecie powraca do systemu transportu zawierającego tramwaje jako środek transportu wydajniejszy, tańszy w eksploatacji, a także bardziej ekologiczny niż autobus. Przewaga nad tramwajem zmalała wraz z wprowadzeniem techniki tramwajów niskopodłogowych. Prowadzenie nowoczesnego tramwaju pośród strefy pieszej nie stanowi zwykle utrudnienia, a często wzmacnia atrakcyjność centrum miasta. O ile około 1980 istniało na świecie 400 sieci tramwajowych, w 2000 roku ich liczbę szacowano na 460. W Europie liderem odrodzenia komunikacji tramwajowej jest Francja – okres masowego zamykania połączeń do 1985 roku przetrwały trzy szczątkowe sieci posiadające łącznie 43,3 km torowisk, zaś w 2011 roku działało już 19 systemów, 471 km torowisk, a kolejne 262 km były w budowie.
Rozbudowie sieci tramwajowych towarzyszą postępy technologiczne. Kluczowe znaczenie miało wprowadzenie do ruchu pierwszych tramwajów niskopodłogowych na przełomie lat 80. i 90., które zmniejszyło przewagę metra i szybkiej kolei miejskiej. Skrócenie czasów przejazdu osiągnięto poprzez zmiany w sposobie projektowania nowych torowisk: budowę wydzielonych bądź bezkolizyjnych torowisk, obszarowe systemy sterowania ruchem zapewniające priorytet dla komunikacji miejskiej oraz zamykanie całych ulic dla ruchu samochodowego, tworząc strefy ruchu pieszego z towarzyszącą im trasą tramwajową. Ponadto przy projektowaniu zaczęto uwzględniać współpracę tramwajów z innymi środkami transportu – tam, gdzie istnieją już sieci metra, pełni on rolę uzupełniającą, zaś w mniejszych ośrodkach z powodzeniem stanowi główny środek transportu. Podczas projektowania wielu nowych sieci, gdzie torowiska mają zostać poprowadzone przez zabytkowe centra miast, często podnoszonym argumentem przeciwko budowie jest szpecenie starej zabudowy przez napowietrzną sieć trakcyjną. Doprowadziło to do powstania alternatywnych rozwiązań problemu zasilania. Najpopularniejszymi z nich są akumulatory, pozwalające tramwajom pokonywać krótkie odcinki bez korzystania z sieci trakcyjnej oraz stosowanie trzeciej szyny zasilającej.

#### Przykłady przywróconych sieci tramwajowych

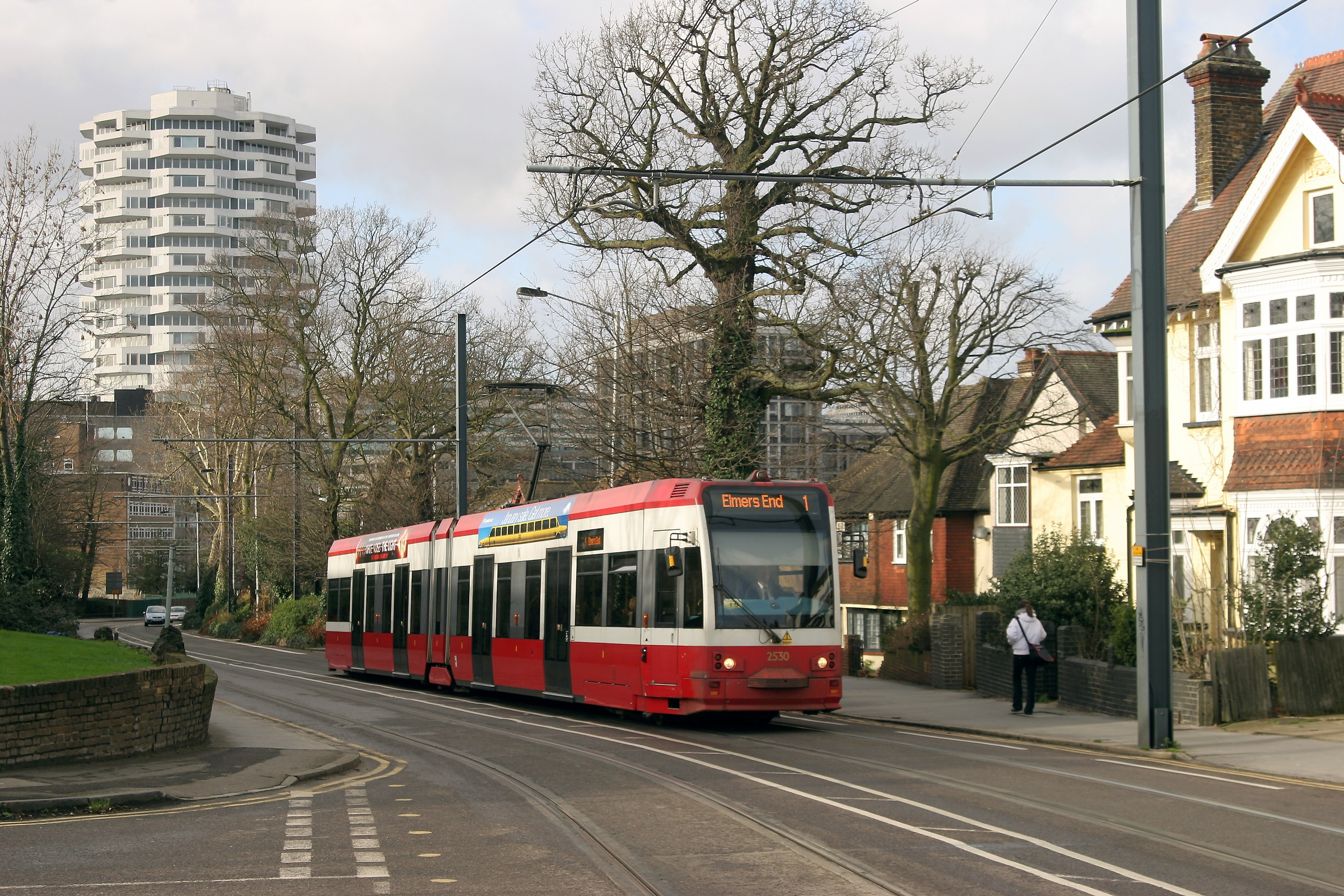
Londyn, tramwaj nr 2530 – kontynuacja numeracji (ostatnim numerem przed likwidacją był nr 2529)

- tramwaje w Aarhus
- tramwaje w Atenach
- tramwaje w Barcelonie
- tramwaje w Bergen
- tramwaje w Dublinie
- tramwaje w Genewie
- tramwaje w Île-de-France
- tramwaje w Londynie
- tramwaje w Lyonie
- tramwaje w Madrycie
- tramwaje w Nicei
- tramwaje w Olsztynie
- tramwaje w Orleanie
- tramwaje w Portland
- tramwaje w Strasburgu
- tramwaje w Tacoma

#### W Polsce

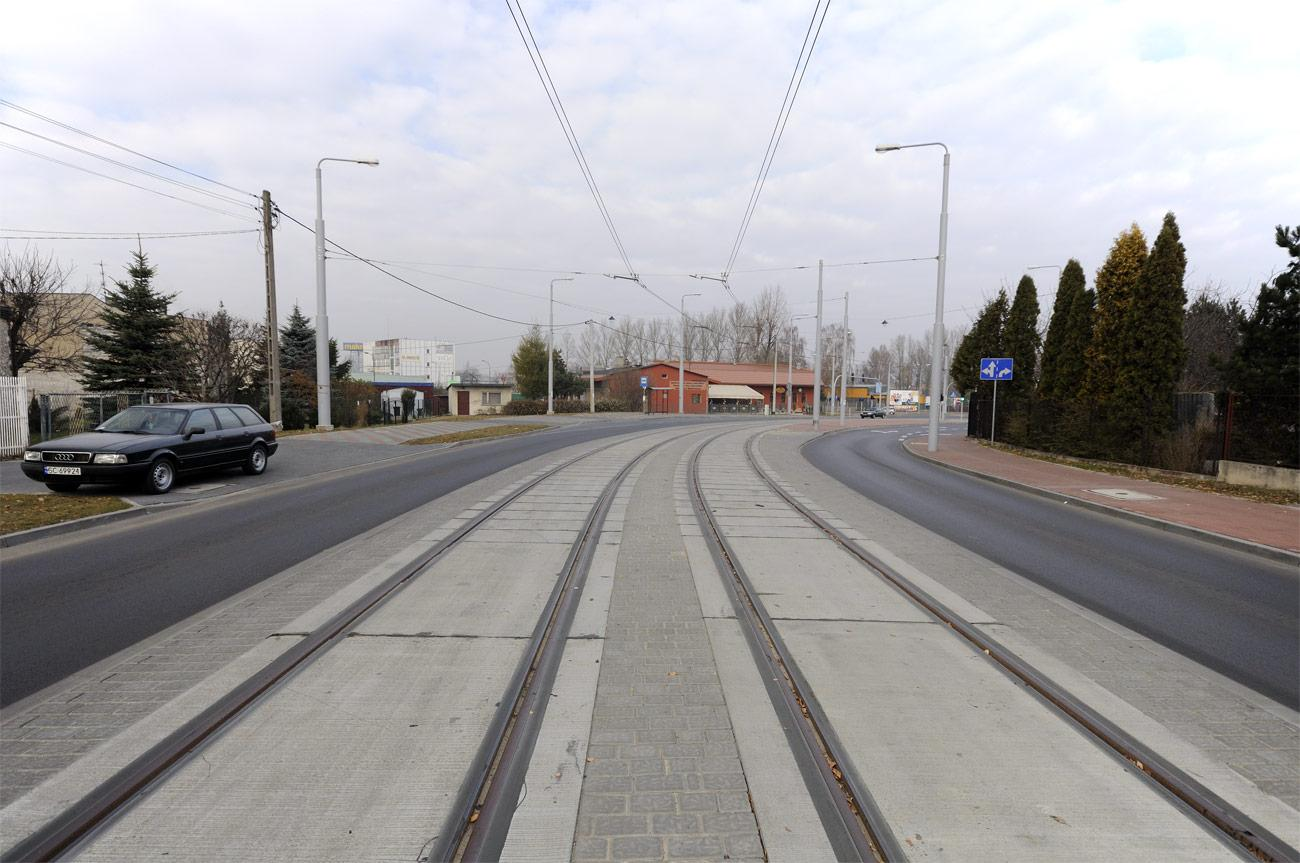
Nowa linia tramwajowa na Błeszno w Częstochowie, otwarto ją we wrześniu 2012 roku

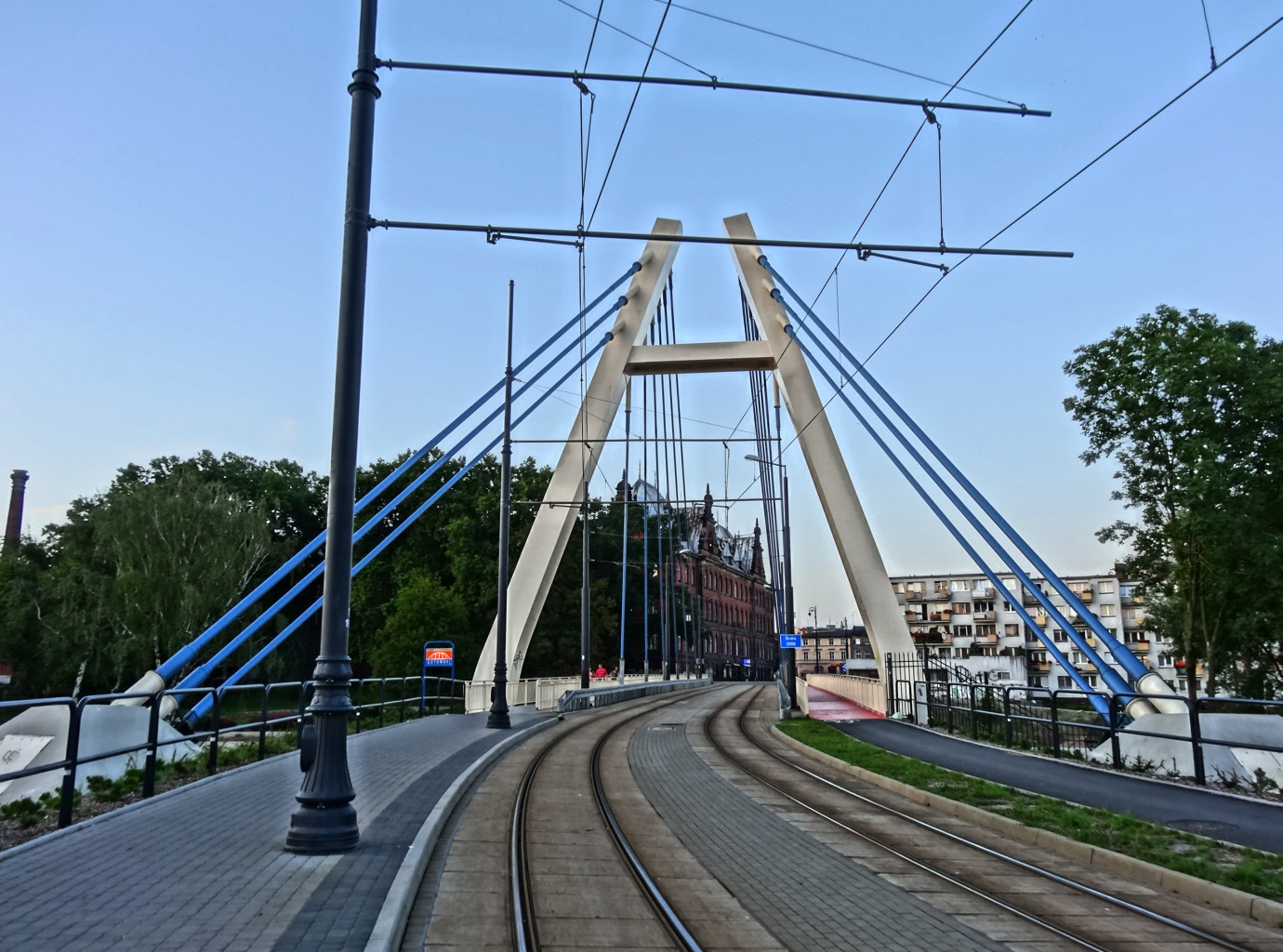
Nowa linia tramwajowa do dworca Bydgoszcz Główna, otwarto ją w listopadzie 2012 roku

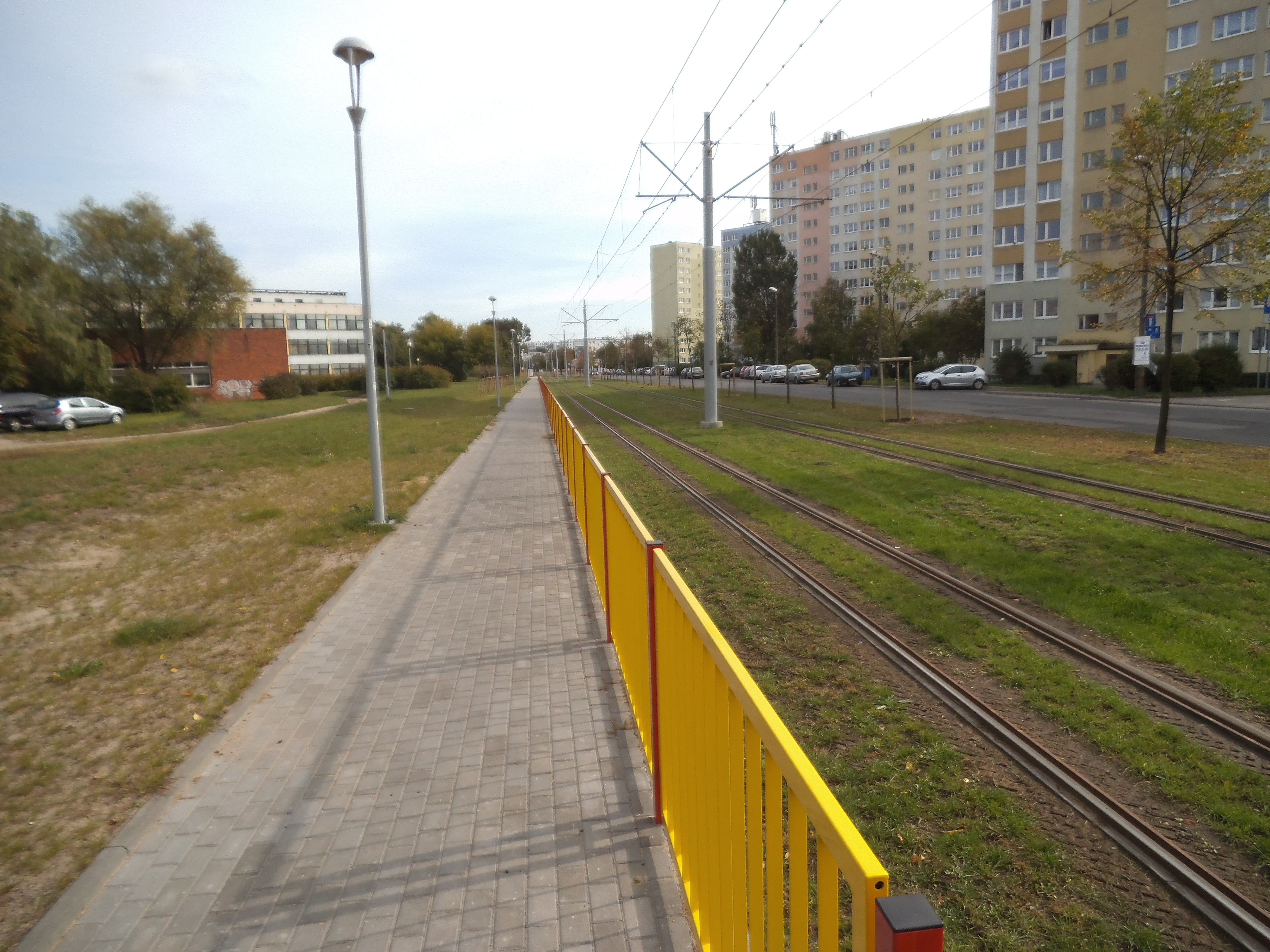
Nowa linia tramwajowa na Bielanach w Toruniu, otwarto ją w czerwcu 2014 roku

W Polsce obecnie współwystępują dwie przeciwstawne tendencje, zarówno do zamykania i ograniczania zasięgu komunikacji tramwajowej, jak i jej dalszego rozwoju. Podstawowym wyzwaniem w latach 90. było zahamowanie procesu dalszej degradacji infrastruktury oraz taboru; dopiero pojawienie się dotacji unijnych pozwoliło na sfinansowanie bardziej ambitnych planów. Sieci tramwajowe rozbudowywane są przede wszystkim w większych miastach: Bydgoszczy, Częstochowie, Gdańsku, Poznaniu, Krakowie, Toruniu, Warszawie i Wrocławiu. Spośród miast średniej wielkości tramwaje rozwijają Elbląg, Gorzów Wielkopolski; swoją sieć tramwajową modernizuje Grudziądz. W GOP-ie w ostatnich latach w atmosferze skandalu zamknięto kilka odcinków torowisk, w tym niemal całą sieć znajdującą się na terenie Gliwic. Niepewny jest również los tras podmiejskich i niektórych odcinków znajdujących się na terenie Łodzi. Pozostałe miasta ograniczają się przede wszystkim do utrzymania tego, co już jest, inwestując okazjonalnie.
Nowo powstające trasy budowane są w standardzie dwutorowej, wydzielonej linii kolidującej z innymi ciągami komunikacyjnymi. Cztery miasta rozwijają systemy szybkiego tramwaju, czyli fragmenty sieci o podwyższonej prędkości komunikacyjnej osiąganej poprzez zastosowanie elektronicznych systemów sterowania ruchem (Łódź), budowę tras bezkolizyjnych (Poznań, Szczecin) bądź kombinację obu tych rozwiązań (Kraków). Pierwszy odcinek szybkiego tramwaju otwarto w 1997 roku w Poznaniu po 15 latach budowy, natomiast w 2008 otwarto pierwszy w kraju odcinek torowiska poprowadzony pod ziemią (tunel Krakowskiego Szybkiego Tramwaju). Drugim tego typu obiektem w kraju jest otwarty w 2012 roku Tunel trasy tramwajowej os. Lecha-Franowo w Poznaniu. Ostatnie lata przyniosły również instalację elektronicznych systemów informacji pasażerskiej oraz sieci automatów biletowych. W Szczecinie latem 2015 r. po dwóch latach budowy uruchomiono – planowaną od wielu lat (miejsce na nią przewidziano na wybudowanym kilkanaście lat wcześniej moście) – linię Szczecińskiego Szybkiego Tramwaju. Po raz pierwszy po 1945 r. tramwaje przejeżdżają przez Regalicę; linia połączyła lewobrzeżne centrum miasta z wielkimi osiedlami mieszkaniowymi w Zdrojach.
Z uwagi na ceny fabrycznie nowych tramwajów niskopodłogowych większy ich napływ zaobserwować można dopiero w przeciągu ostatnich kilku lat, jednak ogólne tempo wymiany taboru wciąż nie jest wystarczające, by można było zastąpić stare pojazdy przed końcem ich przewidywanego okresu eksploatacji. Z tego powodu część przedsiębiorstw tramwajowych importuje używane tramwaje z zagranicy i poddaje je modernizacji – liderem takiej polityki jest Kraków, gdzie, pominąwszy fabrycznie nowe wagony, importowane pojazdy stanowią większość floty. Inną cechą charakterystyczną polskiej polityki taborowej są duże przetargi celem nadrobienia wieloletnich zaniedbań. Największy europejski przetarg w ostatnich latach ogłosiła Warszawa, deklarując chęć zakupu ponad 186 tramwajów naraz.
Ostatnie lata przyniosły również powrót tramwajów dwukierunkowych na polskie tory. Od 1993 roku trzy składy dwukierunkowych 111N eksploatowały Tramwaje Śląskie. MPK Poznań od 2004 roku eksploatuje 3 zmodernizowane składy tramwaju typu Konstal 105Na – 105NaDK oraz od 2005 roku 6 dwukierunkowych tramwajów typu Duewag GT8ZR. W 2006 roku pierwsze dwukierunkowe, używane wagony sprowadził Kraków, aby wykorzystywać je przy remontach na odcinkach pozbawionych pętli oraz przy częściowym otwieraniu nowych tras do czasu ukończenia pętli końcowych. Podobną strategię zaczęto praktykować również w Gdańsku i Poznaniu. Wrocław jako pierwsze polskie miasto zdecydował się na budowę nowych odcinków torowisk docelowo zakończonych końcówkami dostępnymi wyłącznie dla taboru dwukierunkowego w ramach budowy sieci Tramwaju Plus, zamawiając również fabrycznie nowy tabor tego typu. Drugim miastem, które zdecydowało się na kupno nowych tramwajów dwukierunkowych, była Warszawa. Nowo powstała sieć w Olsztynie jest dostosowana wyłącznie do ruchu tego typu taboru – nie ma ani jednej pętli końcowej.

## Dane techniczne

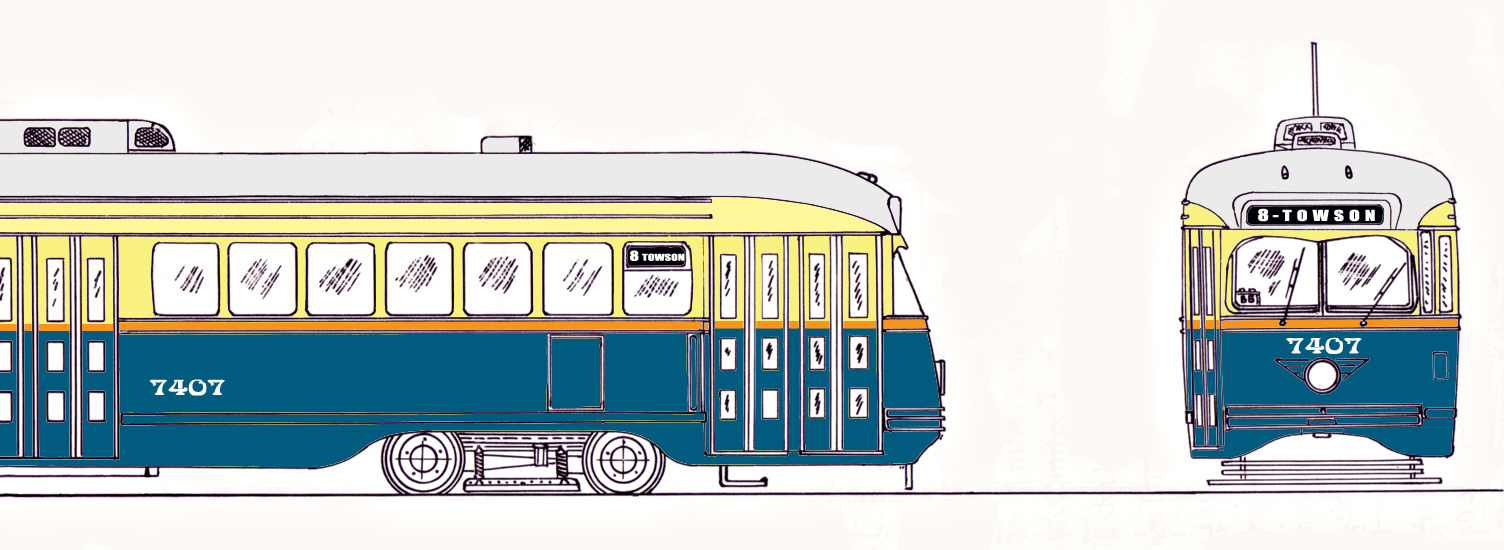
Schemat tramwaju PCC

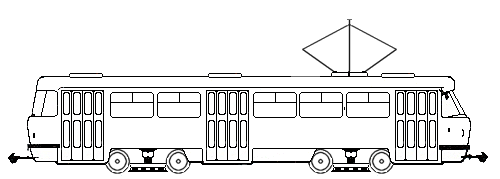
Schemat tramwaju T3

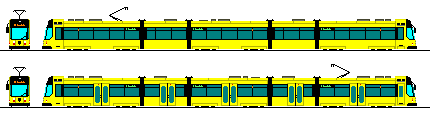
Schemat tramwaju NGTD12DD

Tramwaje elektryczne posiadają rozstaw toru od 750 do 1524 mm (kraje byłego ZSRR). Najczęściej stosowana jest znormalizowana szerokość 1000 lub 1435 mm. Szerokość pudła wagonu (skrajnia taboru) wynosi 2100–2650 mm (w Polsce 2400 mm, z wyjątkiem Olsztyna – 2500 mm), a długość od 8 do około 45 m (w przypadku wagonów wieloczłonowych), zaś najdłuższych pociągów tramwajowych 80 m i więcej. Średnia prędkość tradycyjnego tramwaju w ruchu miejskim warunkowana odległością między przystankami rzędu 400 m i sygnalizacją świetlną na skrzyżowaniach wynosi od około 19 km/h do 24 km/h przy sygnalizacji świetlnej z priorytetem dla tramwaju, a w systemie na bezkolizyjnym torowisku 27 km/h. Współczesne wagony tramwajowe osiągają prędkość maksymalną 60–80 km/h. Podniesienie prędkości maksymalnej może wymagać sygnalizacji zajętości poprzedniego odcinka torów.
Współcześnie do zaopatrywania pojazdów w elektryczność stosuje się przede wszystkim napowietrzną sieć trakcyjną zasilaną prądem stałym o napięciu 500–800 V (w Polsce – 600 V). Odbierak prądu w formie jedno- lub dwuramiennego pantografu, dawniejsze odbieraki pałąkowe i typu lira wyszły z użycia. Niektóre nowe sieci tramwaju w miastach francuskich korzystają z prowadzonej w kanale w jezdni trzeciej szyny. Silniki umieszczone są najczęściej w wózku między osiami lub za i przed nimi (w przypadku zastosowania dyferencjału); stosowane są po dwa silniki na jeden wózek, które napędzają po dwa skrajne koła lub każdy osobną oś. W tramwajach niskopodłogowych bywają stosowane silniki napędzające indywidualnie koła, zamontowane po zewnętrznej stronie szyn. Dawniej spotykało się też tramwaje, w których napęd przenoszony był z pudła na wózek przy pomocy wału Cardana. W przypadku tramwajów wieloosiowych (zwłaszcza niskopodłogowych) napędzane są z reguły tylko skrajne wózki.
Ograniczenie skrajni taboru wymaga budowy wagonów zwężających się ku końcom, aby nie doszło do jej naruszenia na łukach toru. Minimalny stosowany promień łuku na sieciach tramwajowych to zazwyczaj 17–18 m.

## Ruch tramwajów po jezdniach i ulicach miast

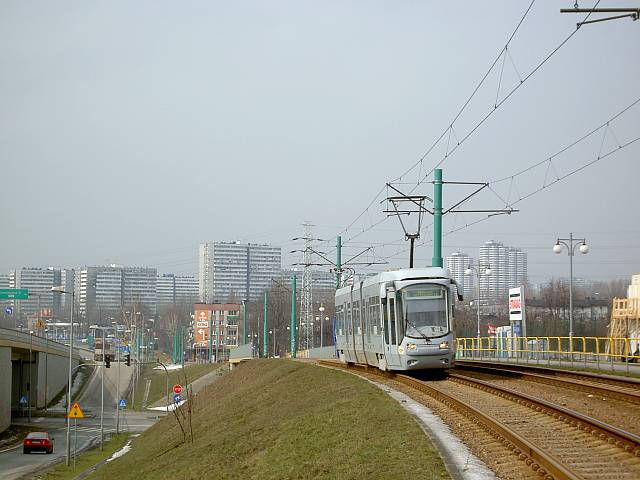
Tramwaj na wydzielonym torowisku (Katowice)

Tramwaje poruszają się po torowiskach, które na ogół co najmniej w części przebiegają po jezdniach i ulicach wspólnych z innymi użytkownikami dróg – samochodami, rowerami i pieszymi. Znaki i sygnały drogowe obowiązujące w ruchu lądowym są w większości wspólne dla wszystkich użytkowników, łącznie z tramwajami.
Specjalnie dla tramwajów instalowane są jednak dodatkowe znaki i sygnały świetlne. W Polsce niektóre przepisy kodeksu drogowego stawiają tramwaje na nieco bardziej uprzywilejowanej pozycji niż innych użytkowników dróg, np. nakazuje się innym pojazdom ustępowanie pierwszeństwa (art. 16 ust. 6) tramwajom znajdującym się na wspólnej jezdni. Także przepis o przecinaniu się kierunków ruchu (art. 25) daje w ustępie 2 pierwszeństwo nie tylko tym tramwajom, które nadjeżdżają z prawej strony (jak wynikałoby z przepisów ogólnych), ale także tym nadjeżdżającym z każdego innego kierunku (także tym jadącym z naprzeciwka z zamiarem skrętu w lewo). Często jednak, ze względu na bezpieczeństwo ruchu, pierwszeństwo to anulowane bywa bądź to przez ustawienie znaku A-7 („ustąp pierwszeństwa przejazdu”) przy torowisku tramwaju, bądź przez użycie sygnalizacji świetlnej eliminującej kolizje.
Niektóre przepisy uwzględniają specyfikę ruchu tramwajów związaną z poruszaniem się ich po szynach, np. przepis o wyprzedzaniu (Art. 24) w ustępie 4 nakazuje wyprzedzanie tramwajów zasadniczo z prawej ich strony.

## Klasyfikacja tramwajów

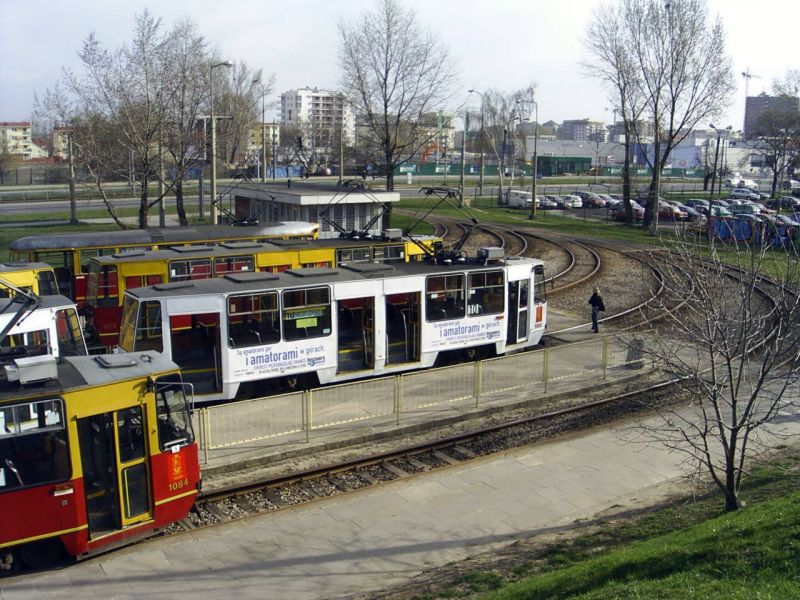
Tramwaje jednokierunkowe na pętli Osiedle Górczewska w Warszawie

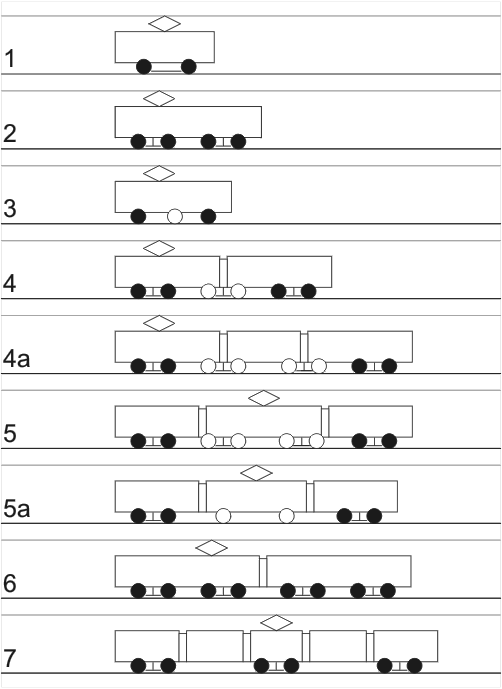
Różne układy konstrukcyjne tramwajów

- Ze względu na obecność napędu i stanowiska motorniczego
  - wagony silnikowe (napędzane, ze stanowiskiem motorniczego)
  - wagony doczepne (bez silników – doczepy bierne; z silnikami, ale bez stanowiska motorniczego – doczepy aktywne lub czynne)
  - wagony sterownicze (doczepa bierna ze stanowiskiem motorniczego przeznaczona do eksploatacji w składzie z wagonem silnikowym)
- Ze względu na możliwe kierunki jazdy
  - jednokierunkowe (z kabiną motorniczego na jednym końcu pojazdu, zwykle z drzwiami po jednej stronie (jednostronne) lub obu (dwustronne))
  - dwukierunkowe (z dwiema kabinami motorniczego i drzwiami po jednej (jednostronne) lub obu stronach (dwustronne))[20]

W Polsce od czasu wycofania generacji N rzadko stosowane, wracają jednak coraz częściej w systemach Szybkiego Tramwaju w wielu miastach. Przykłady: wagony Konstal 111N posiadają jedną kabinę motorniczego, lecz drzwi po obu stronach i mogą być zestawiane w składy dwukierunkowe dwustronne. MPK Wrocław dysponował przerobionymi tramwajami typu 102 (m.in. Konstal 102Na G-089), które miały kabiny motorniczego i pantografy po obu końcach składu, za to drzwi tylko po jednej stronie; obecnie (2016) w ruchu liniowym we Wrocławiu eksploatowane są Škody 19T. Gdańsk eksploatuje wagony dwukierunkowe dwustronne typu Düwag N8C z Dortmundu w wersji zmodernizowanej w poznańskim Modertransie. Poznań posiada wagony Düwag GT8ZR (odmiana wąskotorowa w Łodzi) dwustronne dwukierunkowe i Konstal/MPK 105NaDK jednostronne jednokierunkowe z kabiną na końcu składu z możliwością jazdy w składach wahadłowych. W Olsztynie cała sieć jest przystosowana wyłącznie do wagonów dwukierunkowych i dwustronnych.
- Ze względu na obecność układów pneumatycznych i hydraulicznych
  - całkowicie elektryczne (all-electric), przykładowo Konstal 102Na, Konstal 105N
  - niecałkowicie elektryczne (posiadające instalację pneumatyczną lub hydrauliczną), przykładowo Bombardier NGT6
- Ze względu na konstrukcję pudła i układu jezdnego
  - jednoczłonowe
    - jednowózkowe (dwuosiowe, 1), przykładowo tramwaj typu N/KSW
    - dwuwózkowe (czteroosiowe, 2), przykładowo typ 105N
    - trójosiowe ze środkową osią przesuwną (historycznie) (3)

  - wieloczłonowe (przegubowe)
    - na wózkach Jakobsa, przykładowo typ 102Na (4)
    - z członami na pojedynczych wózkach obrotowych lub wychylnych (tzw. krótkoprzegubowe), np. Tatra KT4
    - z członami zawieszonymi siodłowo (5)
    - na niezależnych podwoziach (6), przykładowo typ DT8 w Stuttgarcie
    - ze sztywno zamocowanymi członami jezdnymi i członami zawieszonymi dwustronnie (7), przykładowo Siemens Combino
- Ze względu na wysokość podłogi
  - wysokopodłogowe (podłoga 80–105 cm nad poziom główki szyny)
  - średniopodłogowe (podłoga 40–80 cm)
  - niskopodłogowe (podłoga 20–40 cm)
    - całkowicie niskopodłogowe
    - częściowo niskopodłogowe – nad skrajnymi wózkami napędowymi podniesiony poziom podłogi
    - niskowejściowe – tylko w okolicy wejścia podłoga jest obniżona

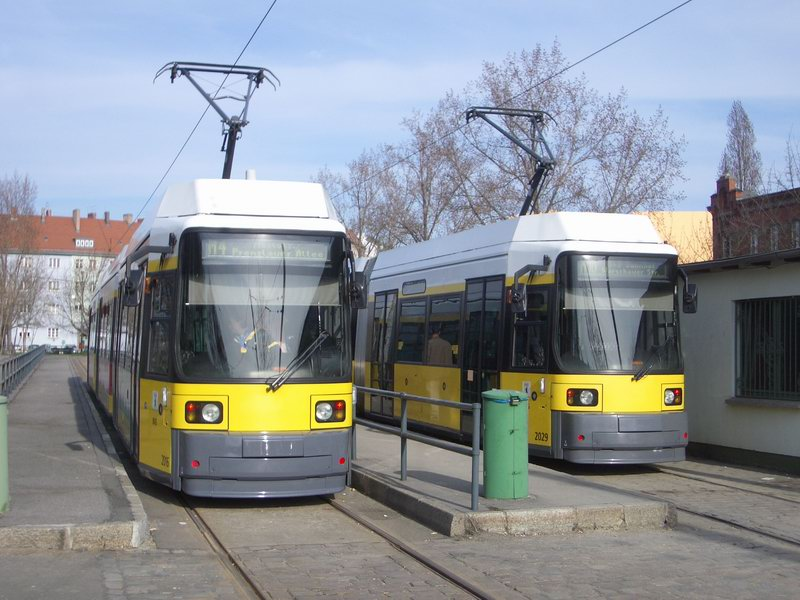
Przykład tramwaju niskopodłogowego
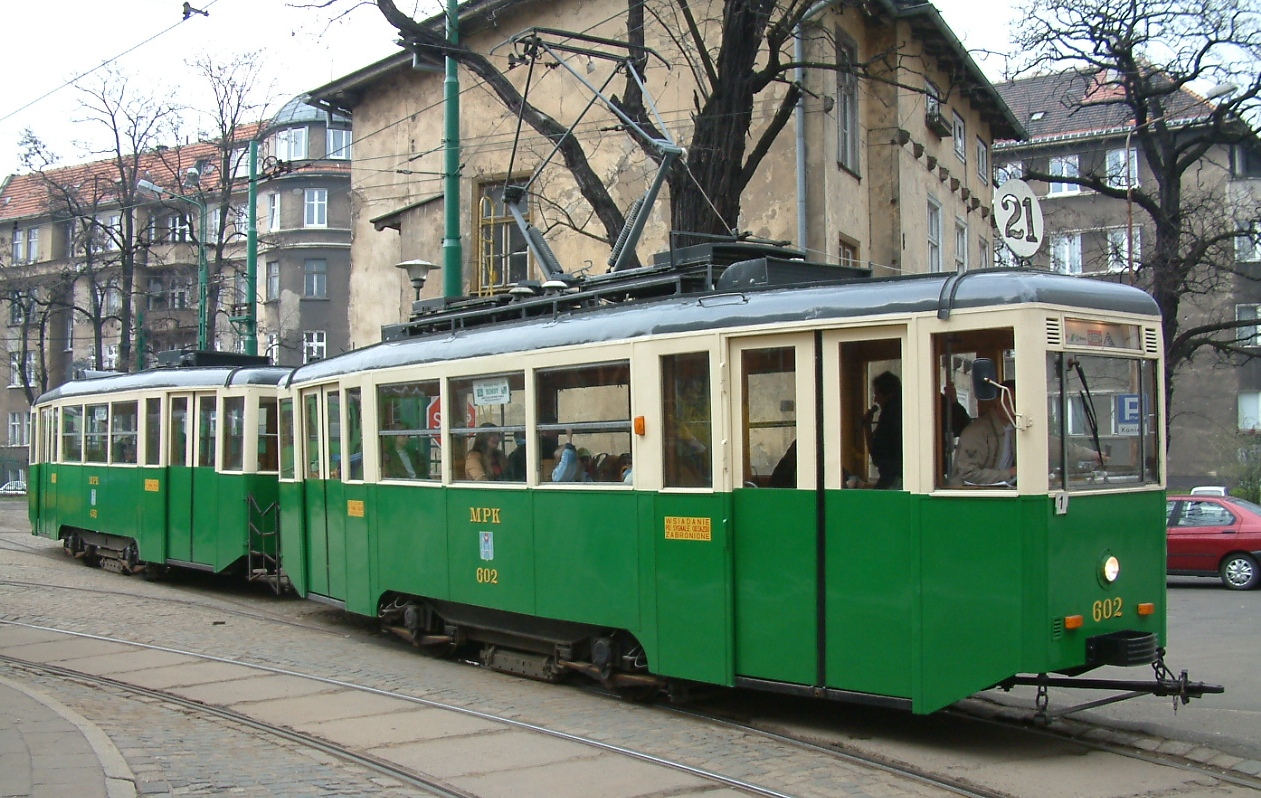
Tramwaj Konstal N jest wozem typu jednoczłonowego, dwuosiowego
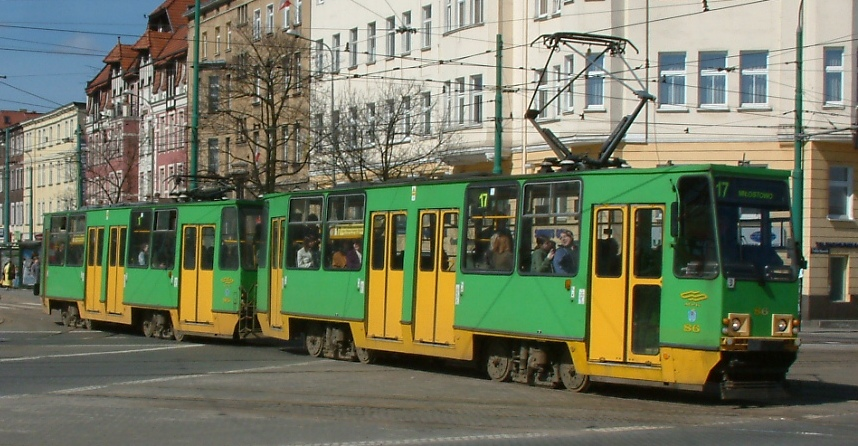
Konstal 105Na jest pojazdem 4-osiowym
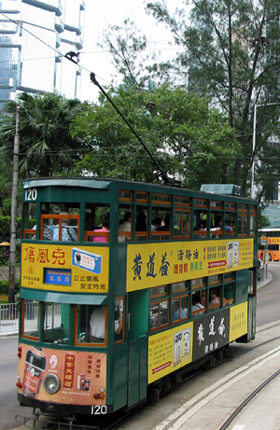
M.in. w Hongkongu można spotkać tramwaje piętrowe
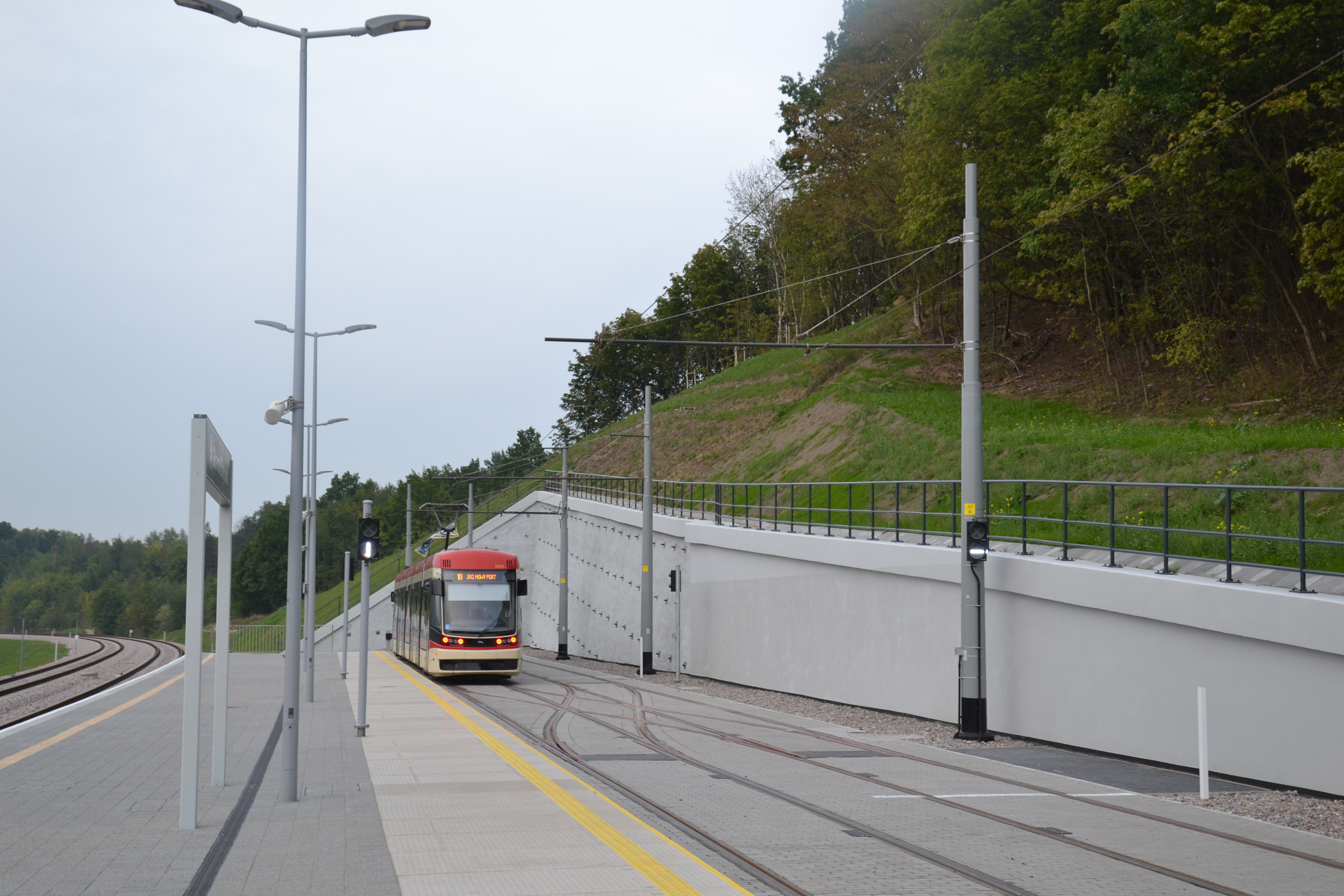
Przystanek PKM Gdańsk Brętowo – jedyna w Polsce końcówka tramwajów dwukierunkowych zespolona z peronem kolejowym

## Galeria

### Tramwaje pasażerskie

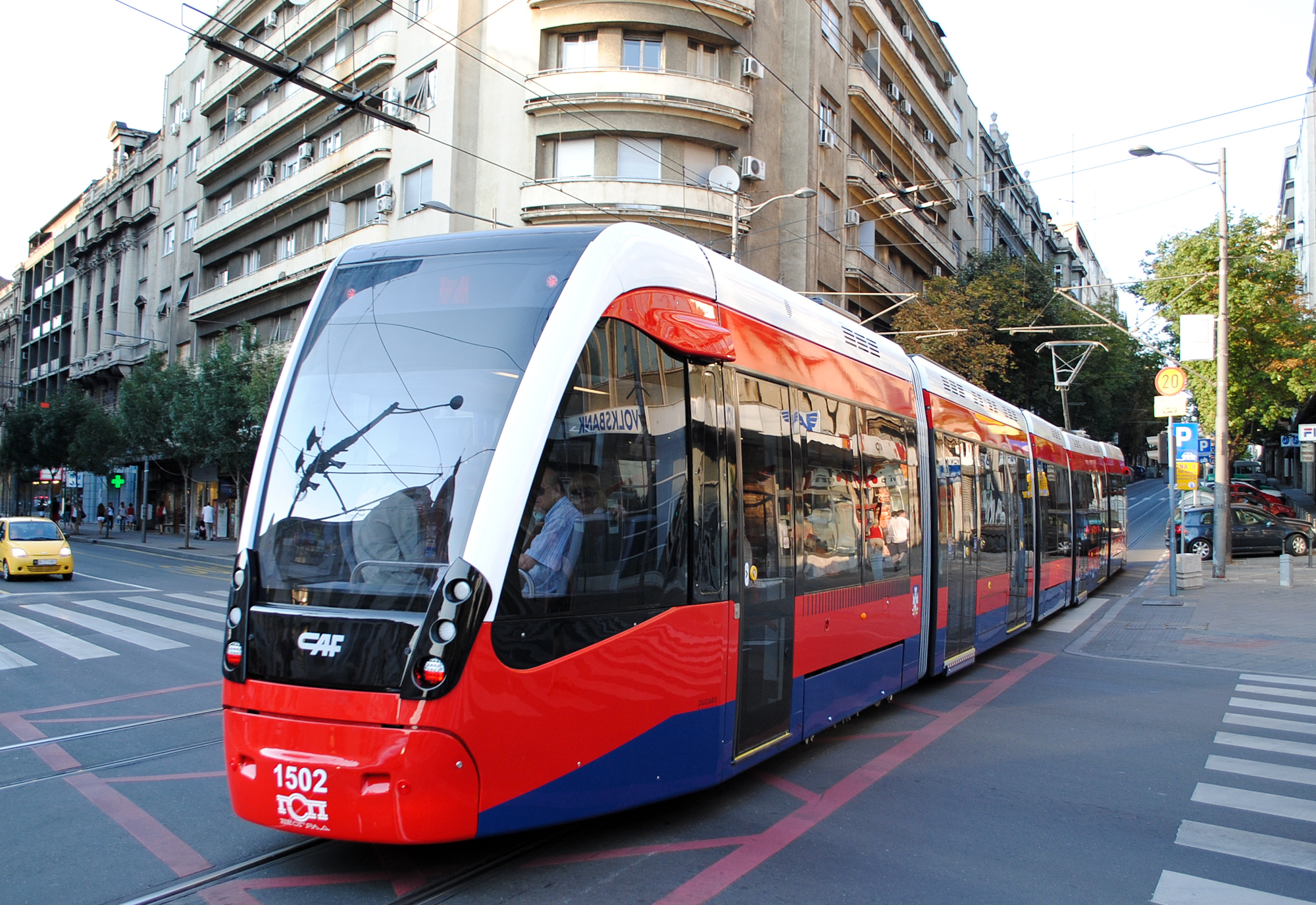
Tramwaj w Belgradzie
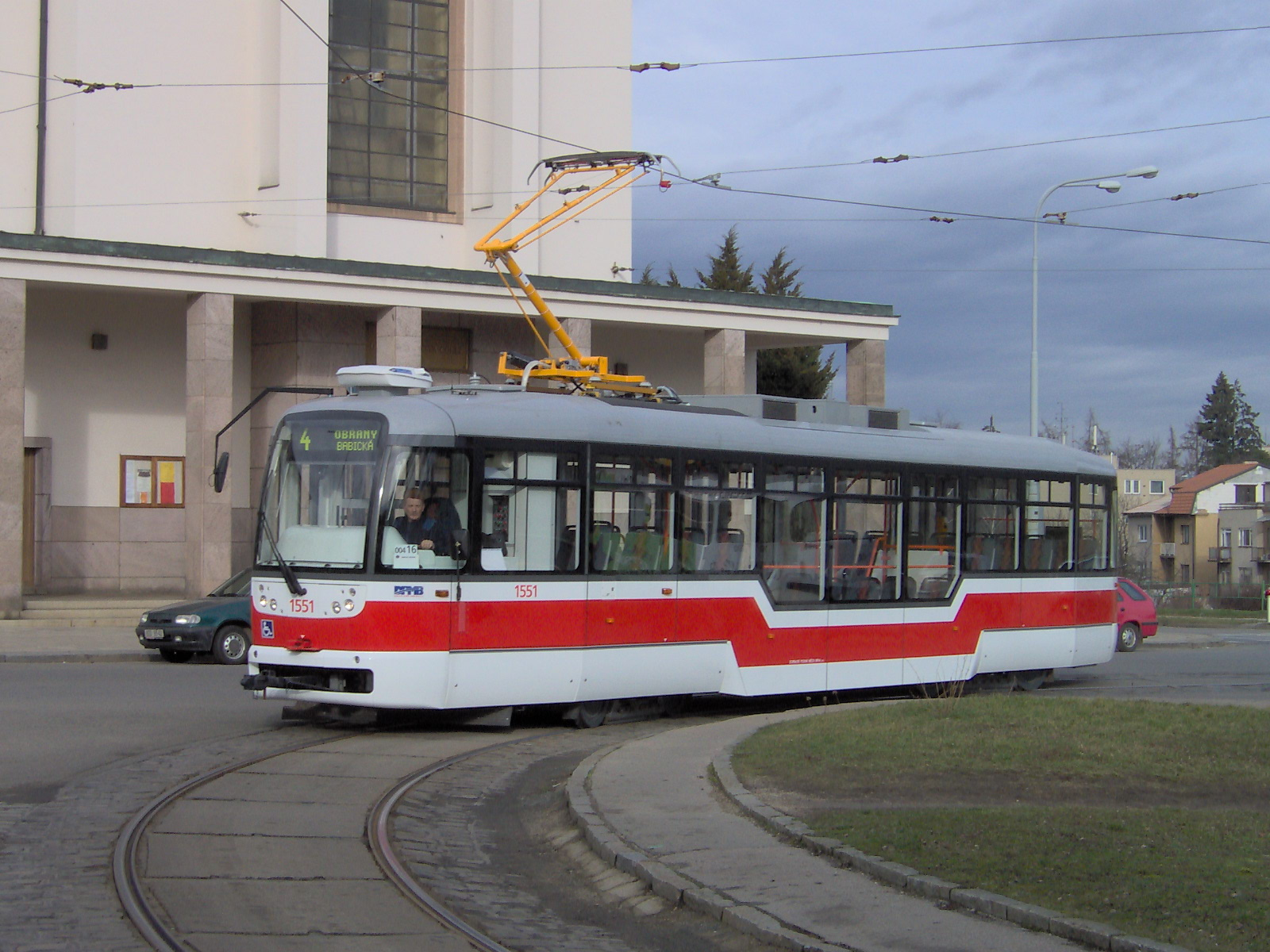
Tramwaj w Brnie
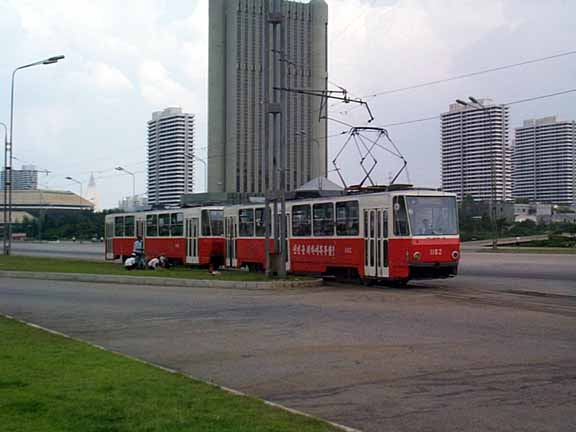
Tramwaj w Pjongjangu
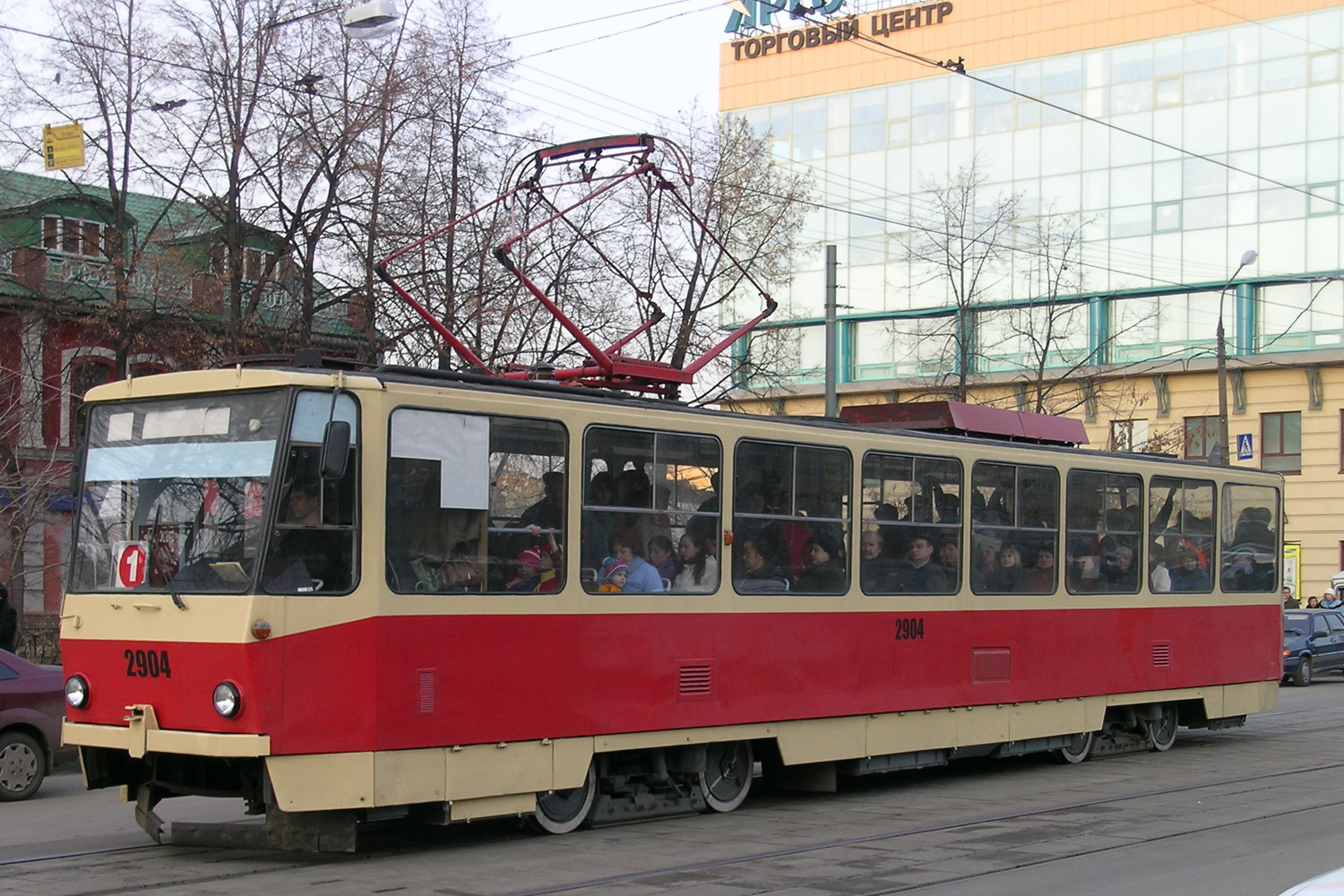
Tramwaj w Niżnym Nowogrodzie
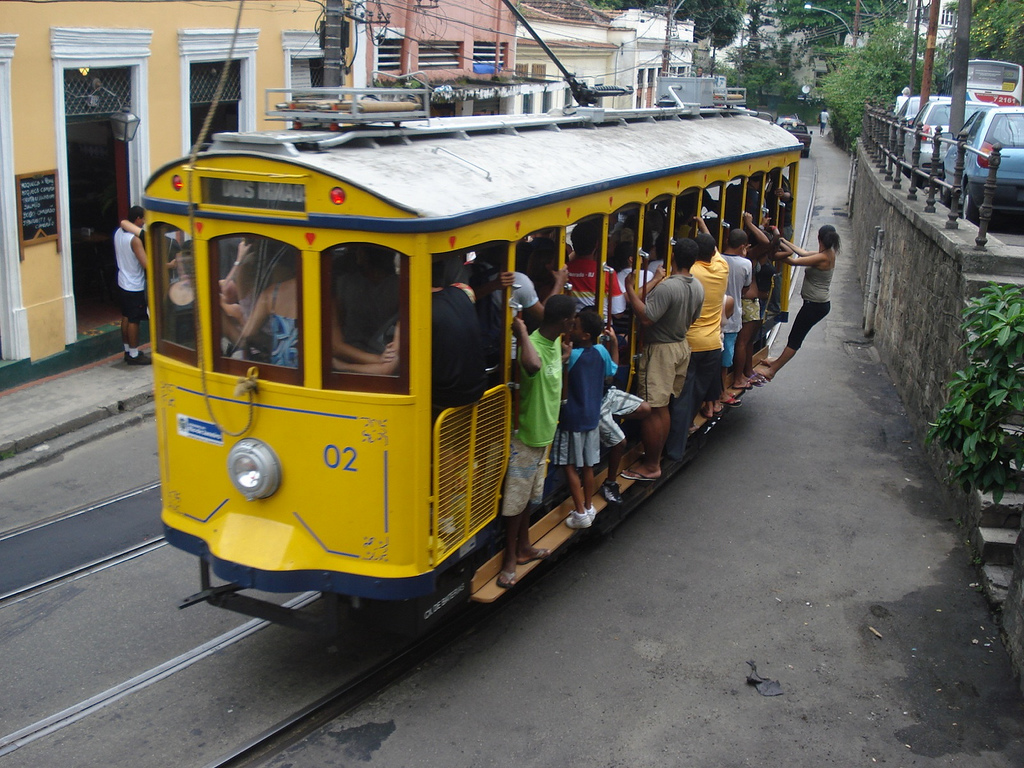
Tramwaj w Rio de Janeiro
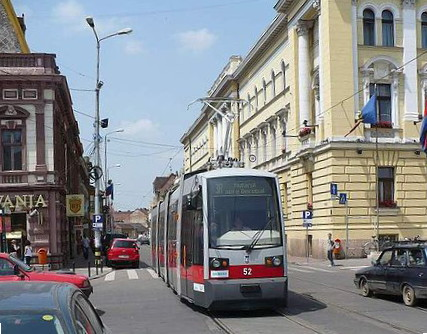
Tramwaj w Oradei
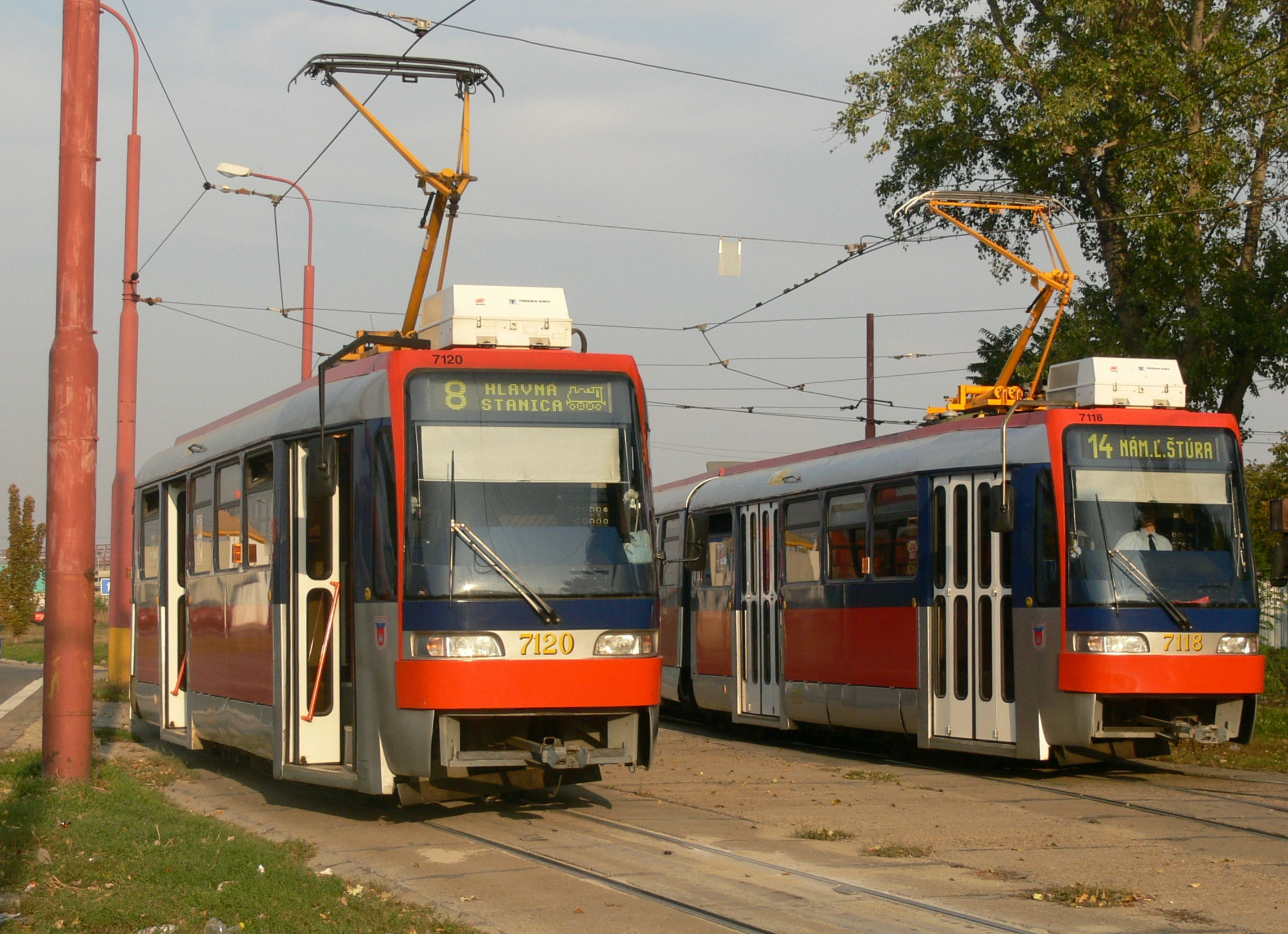
Tramwaje w Bratysławie
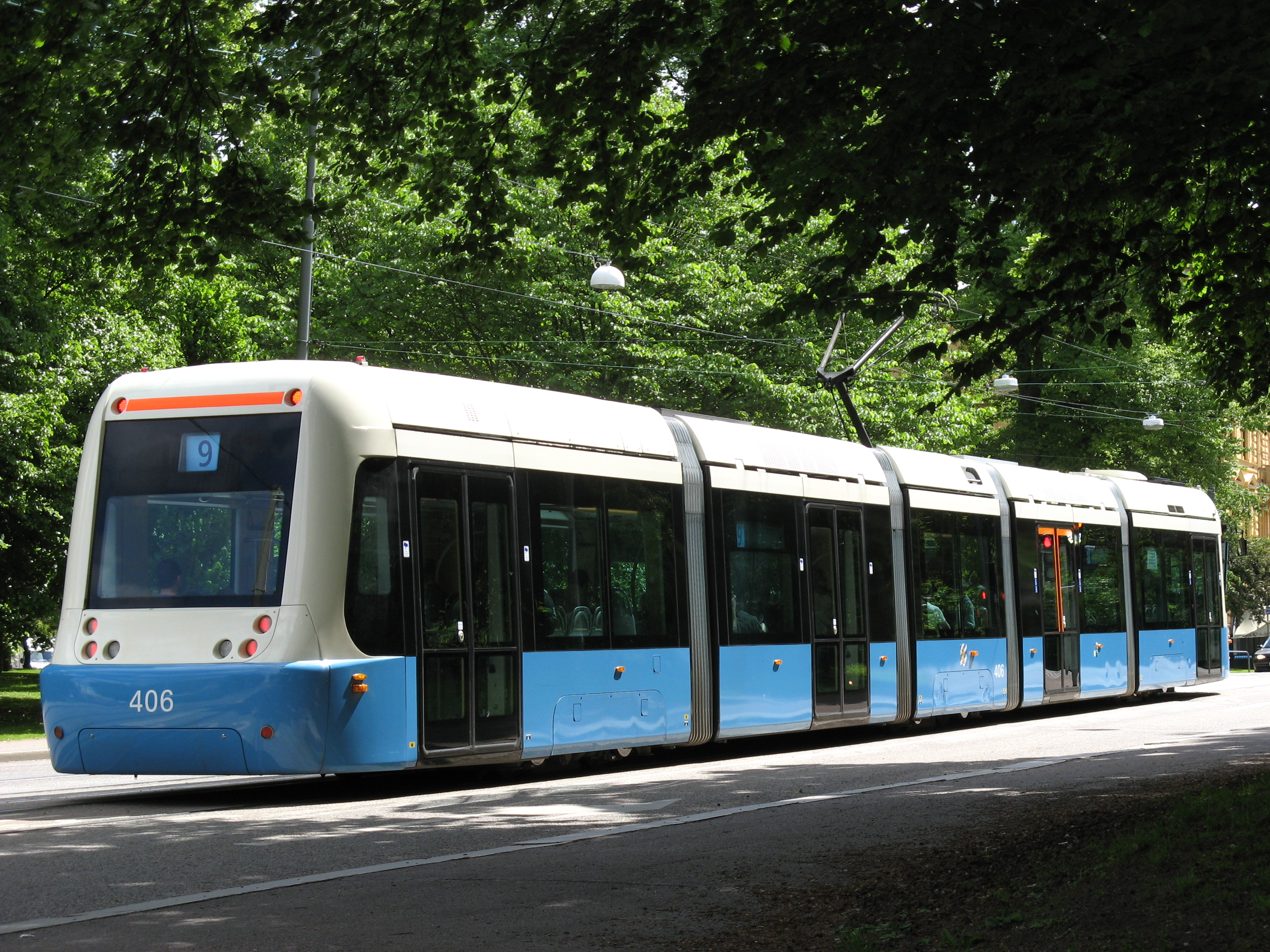
Tramwaj w Göteborgu
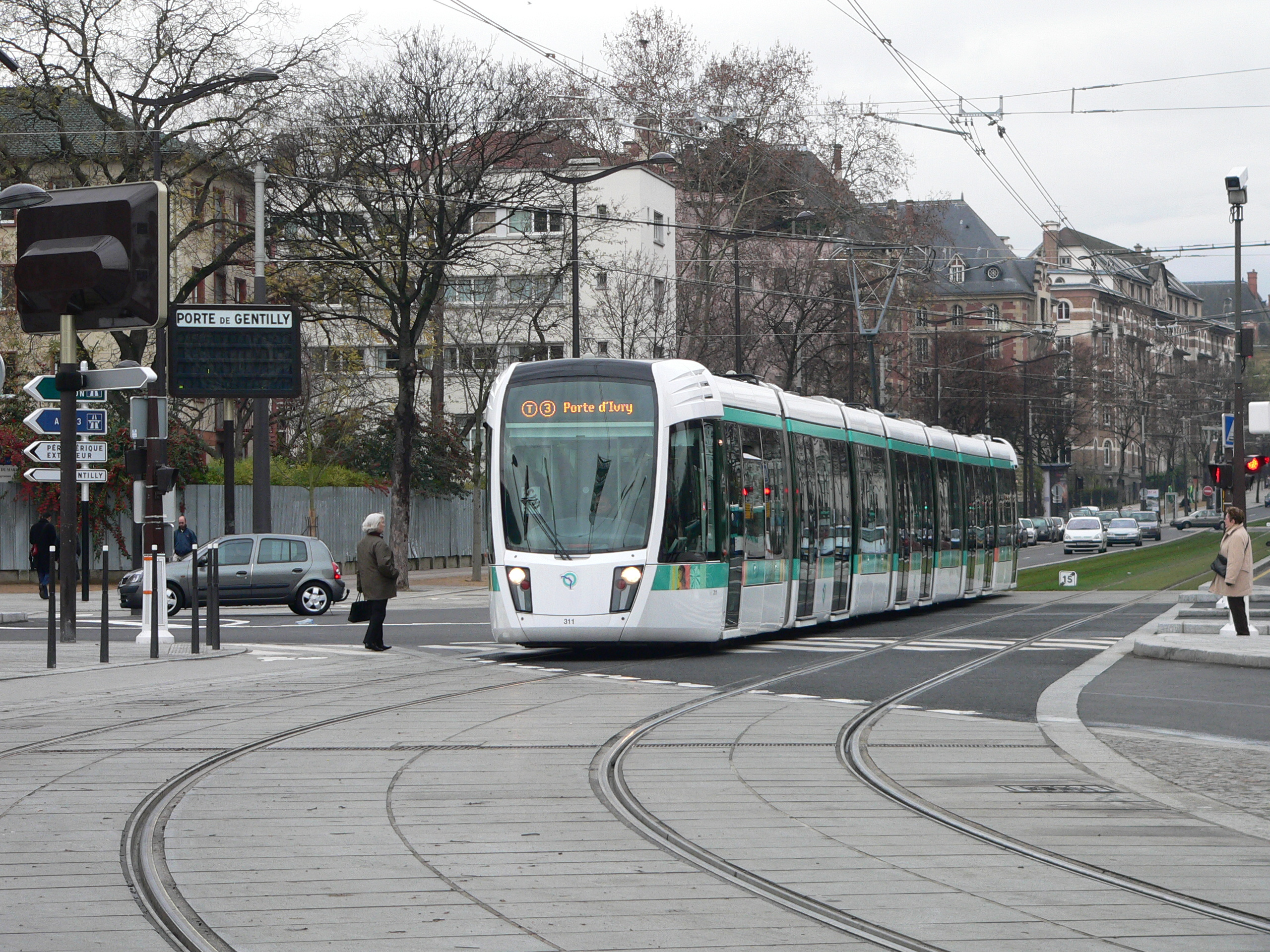
Tramwaj w Paryżu

### Tramwaje techniczne

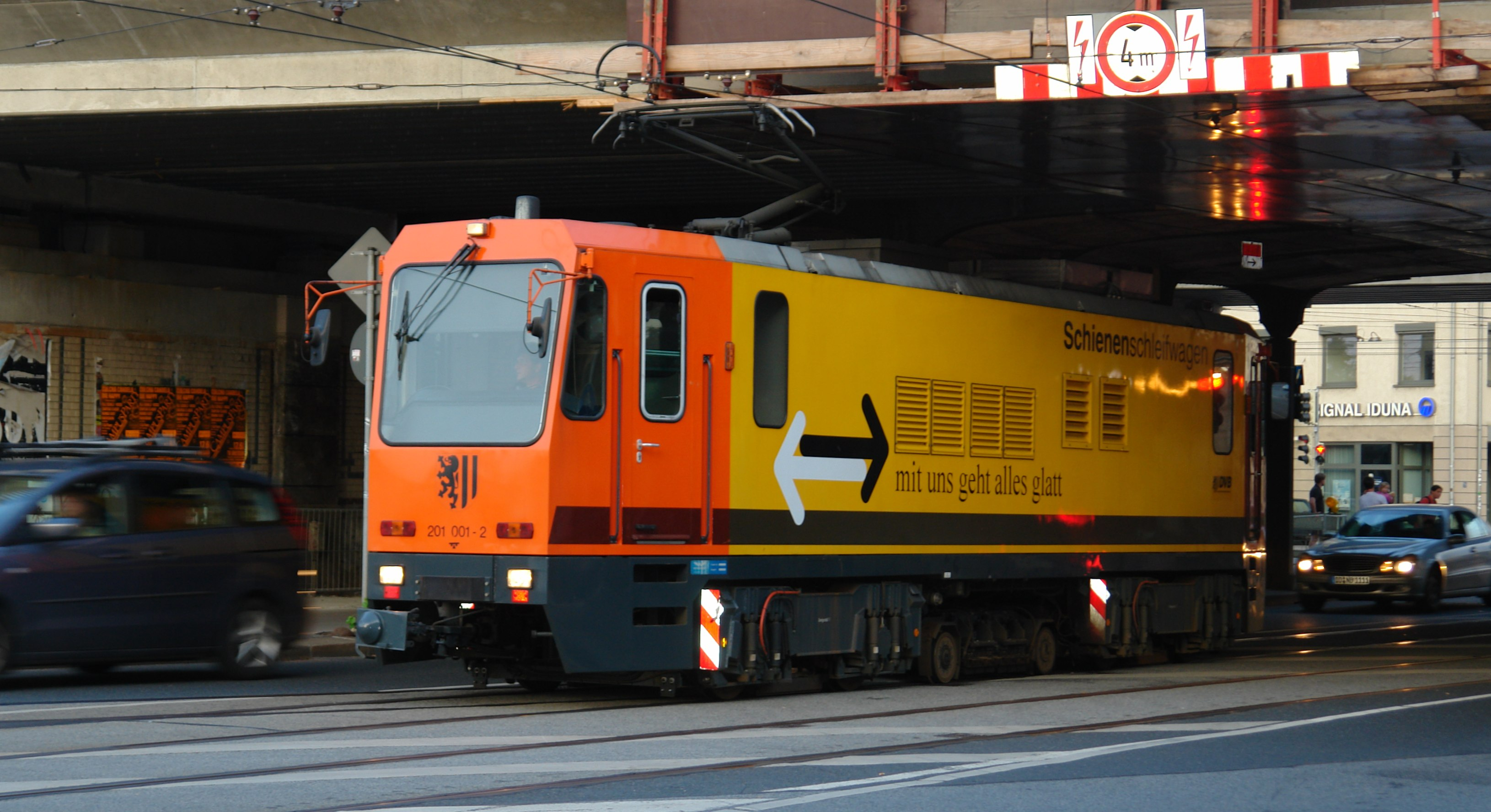
Tramwaj ze szlifierką torową w Dreźnie
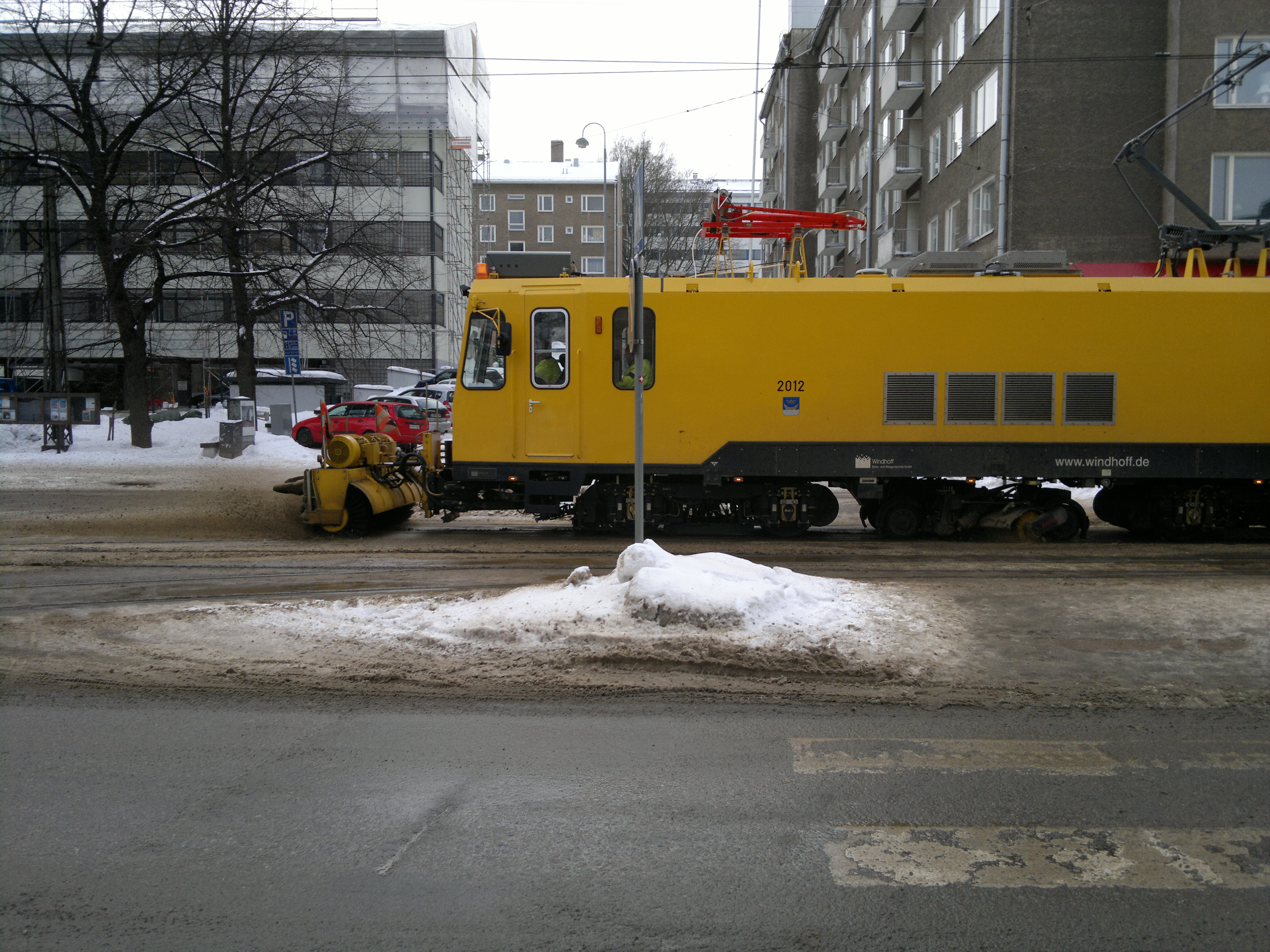
Tramwaj z pługiem wirnikowym w Helsinkach
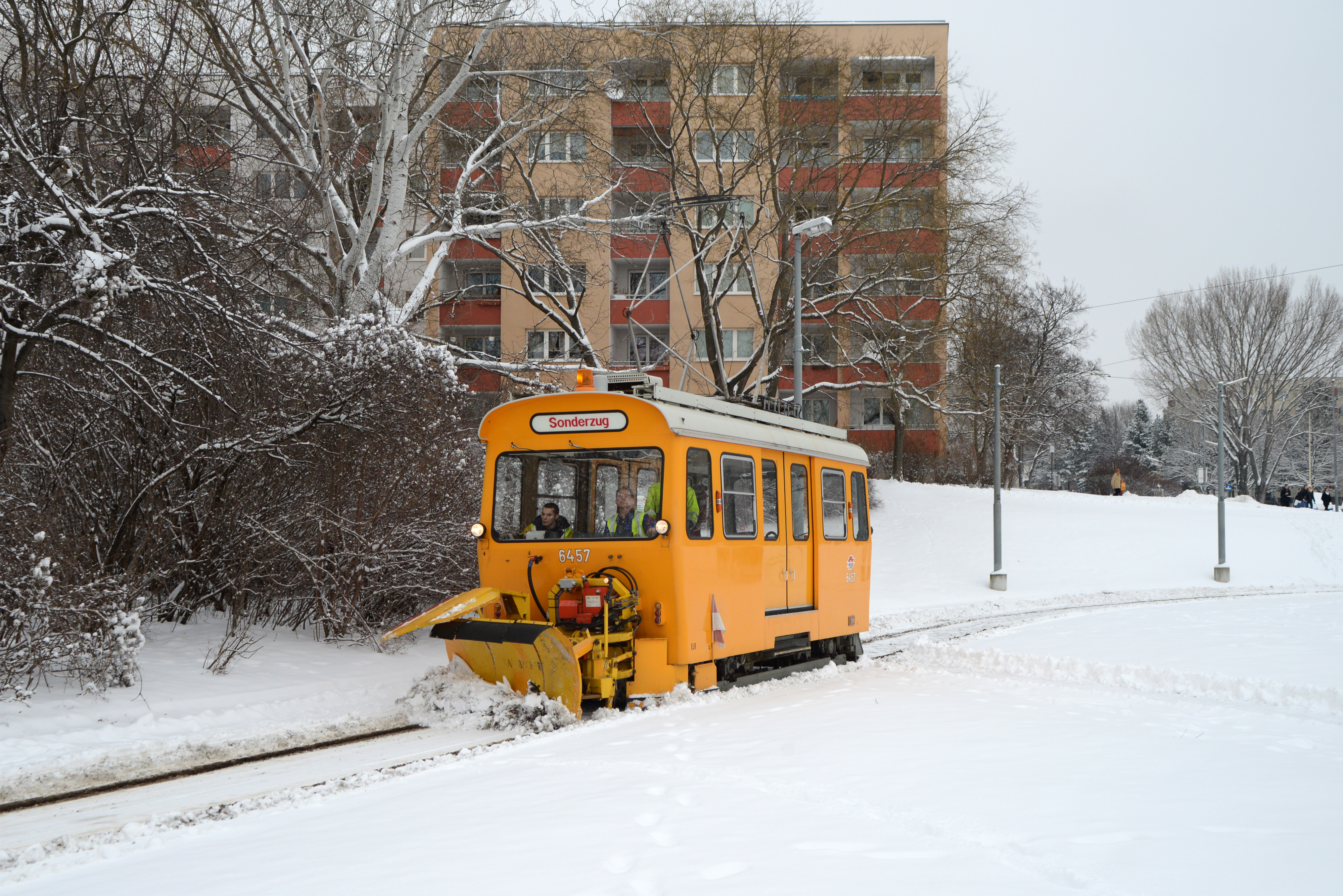
Tramwaj z pługiem lemieszowym w Wiedniu
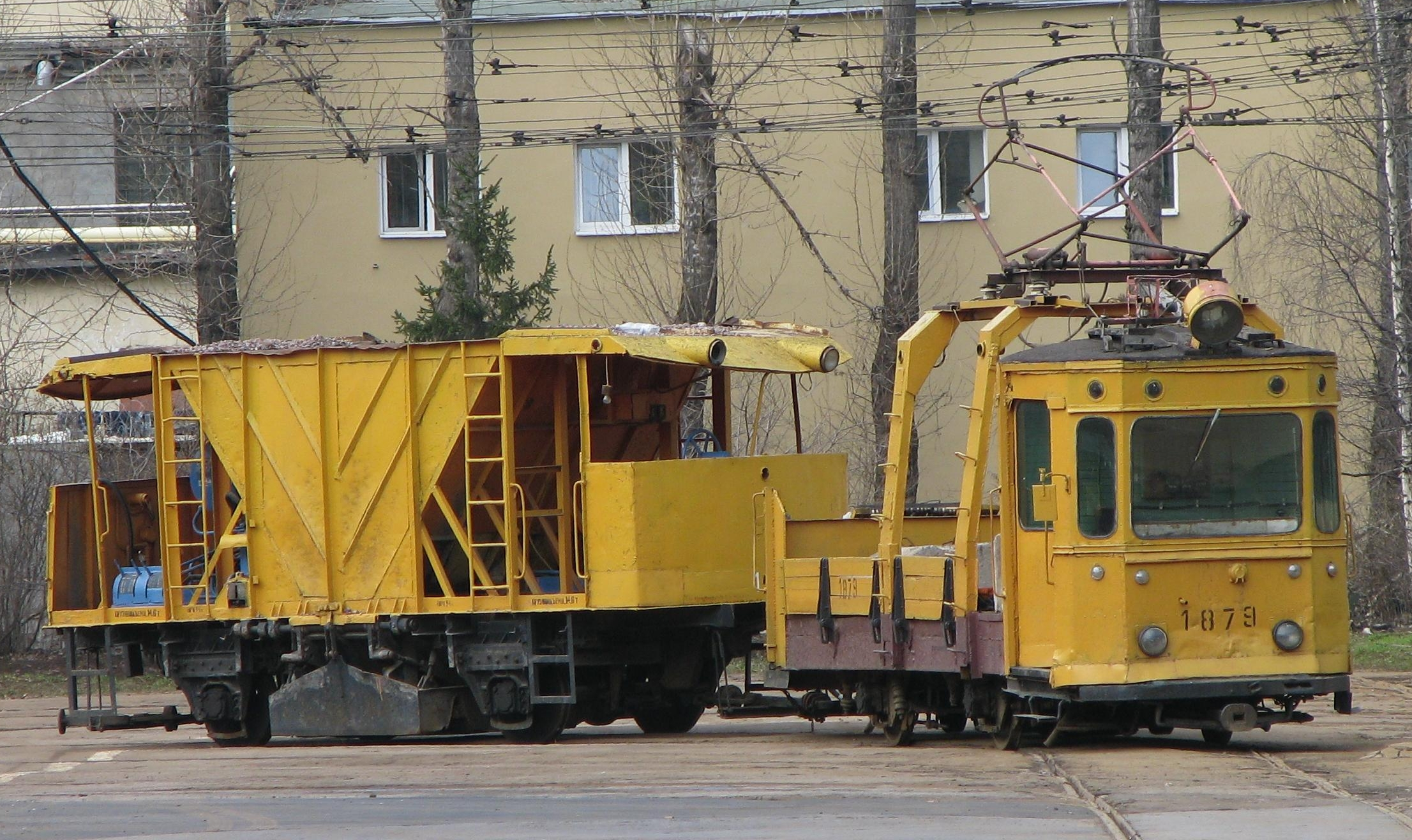
Tramwaj towarowy z wagonem wywrotką do przewozu tłucznia w Petersburgu
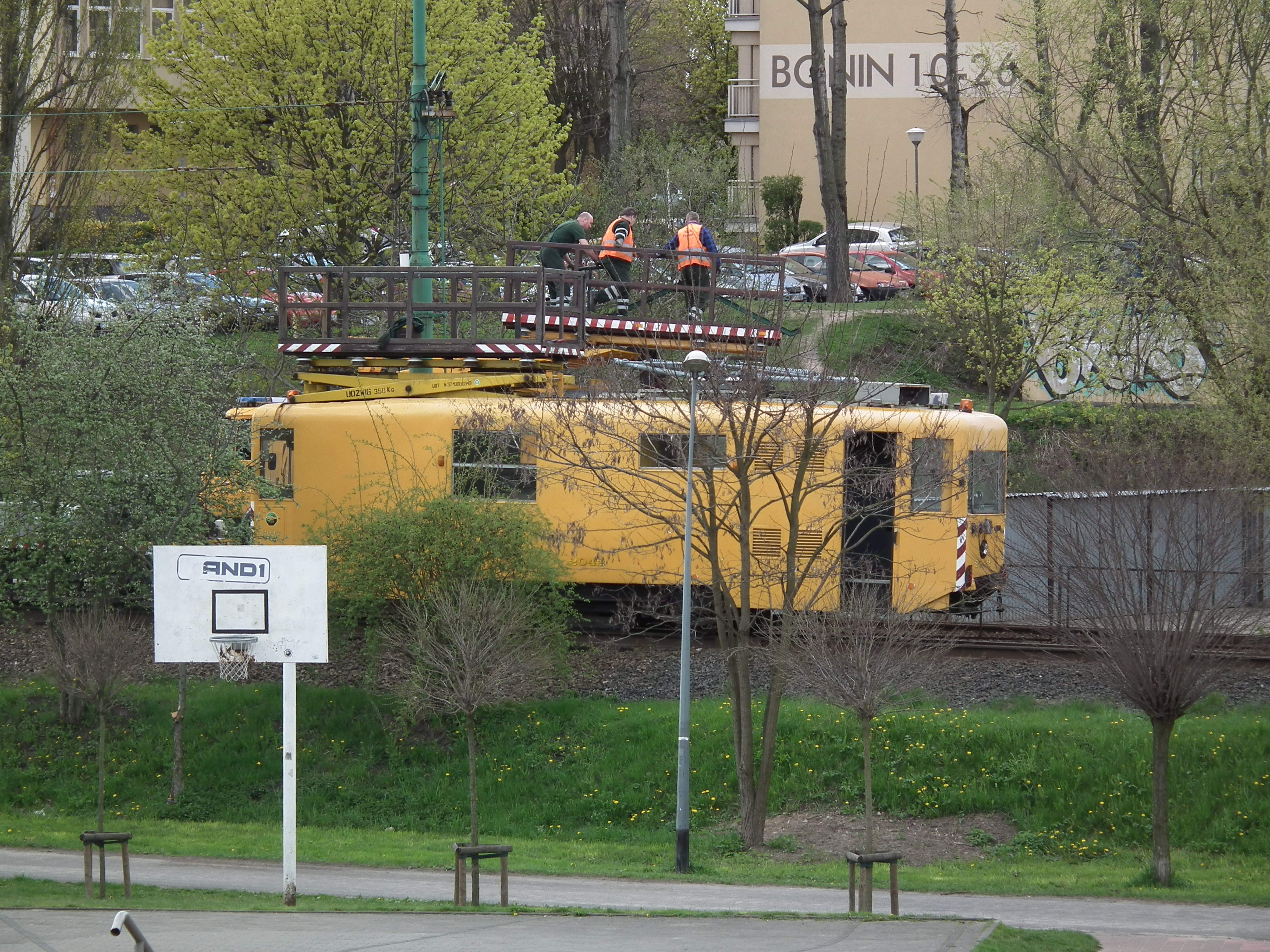
Tramwaj wieżowy wykorzystywany do napraw przewodów trakcyjnych podczas remontu trasy tramwajowej w Poznaniu
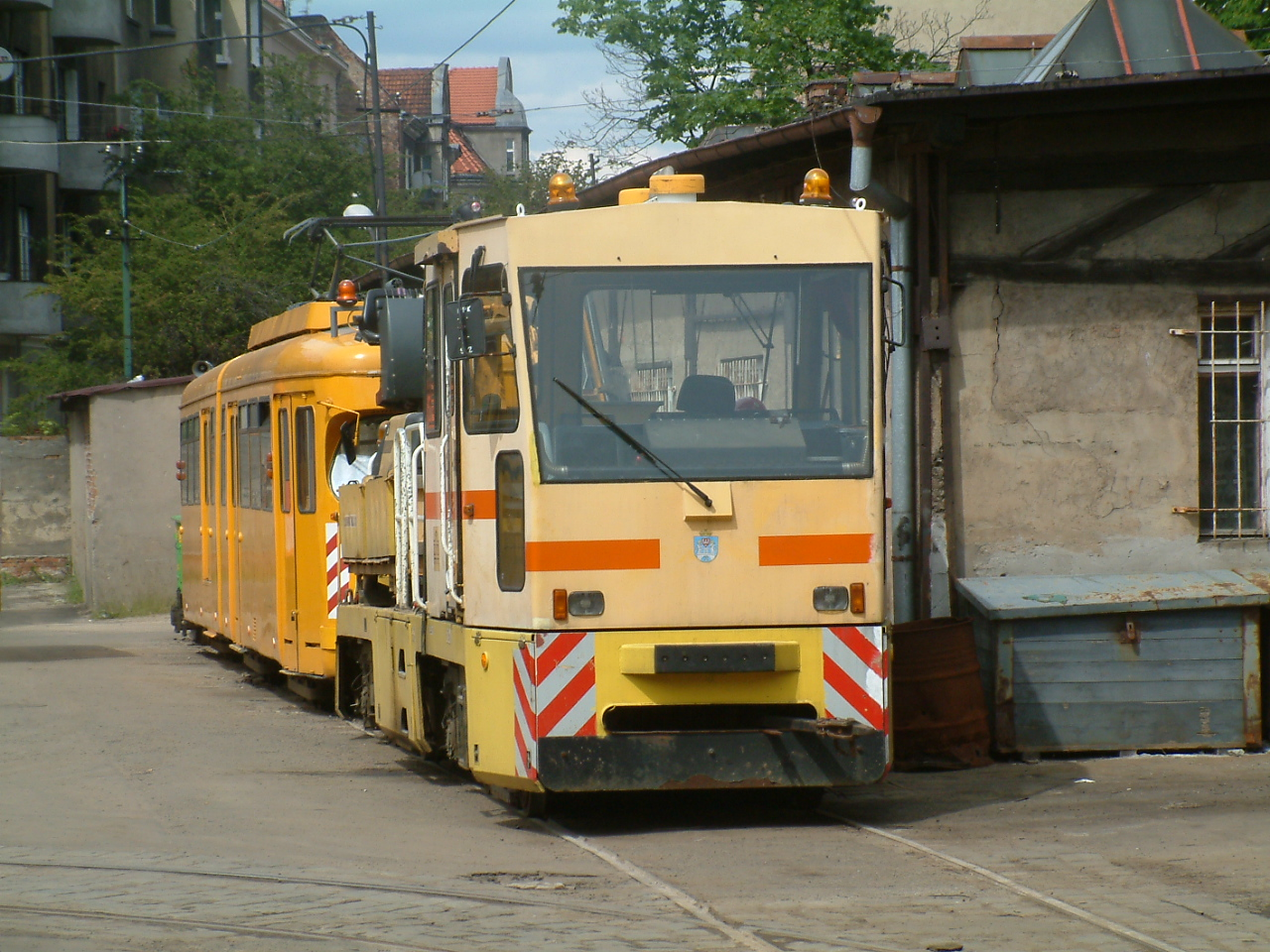
Tramwaj do prac torowych w Poznaniu
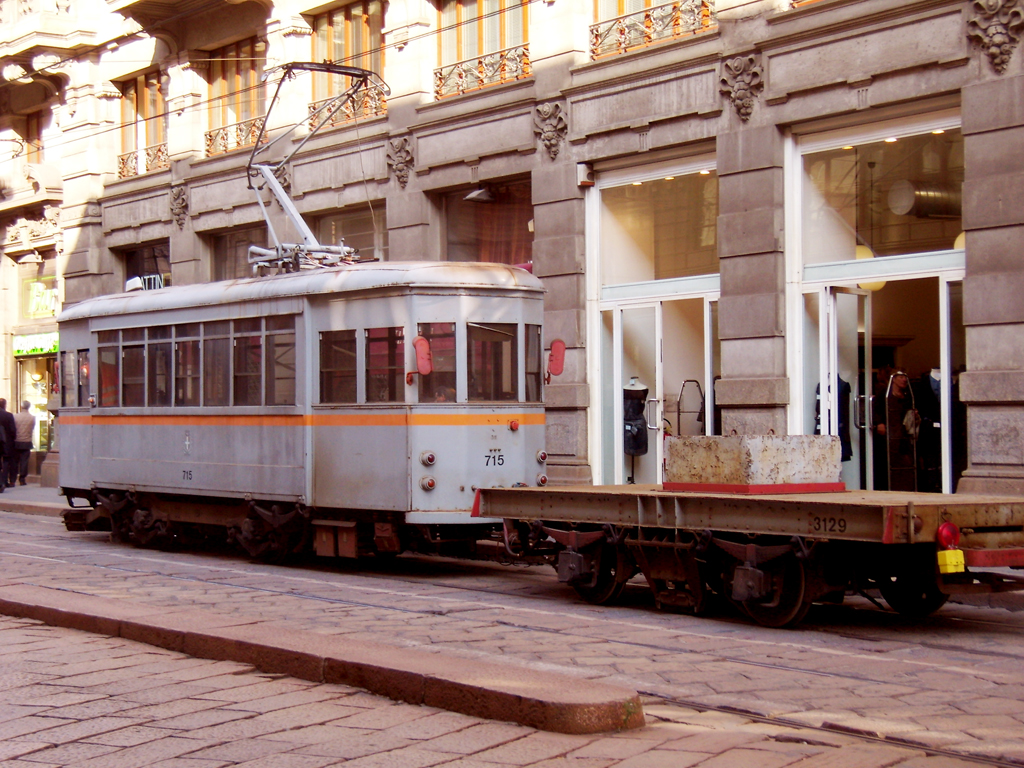
Tramwaj towarowy z wagonem doczepnym tzw. lorką w Mediolanie
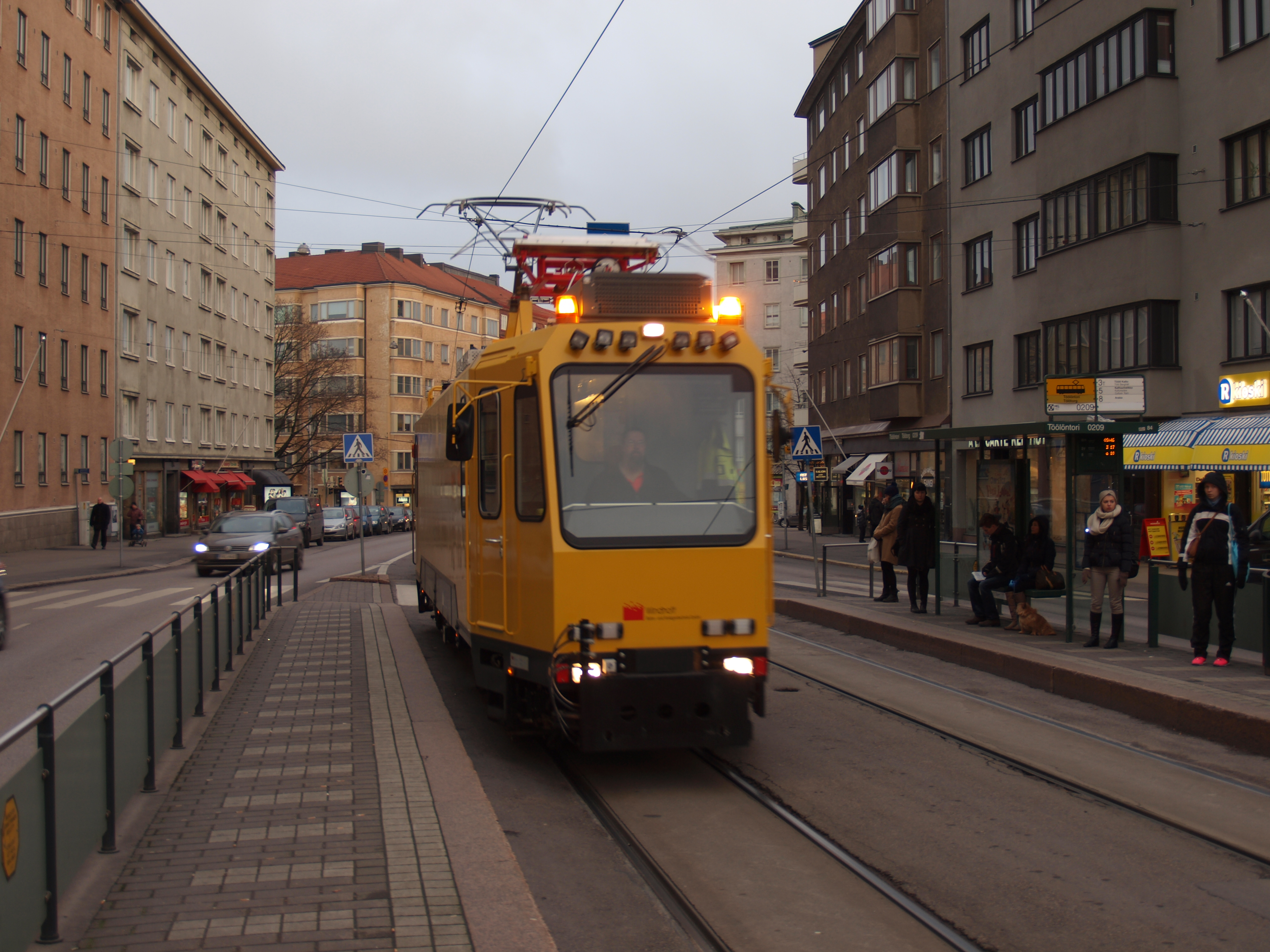
Tramwaj do czyszczenia torów w Helsinkach
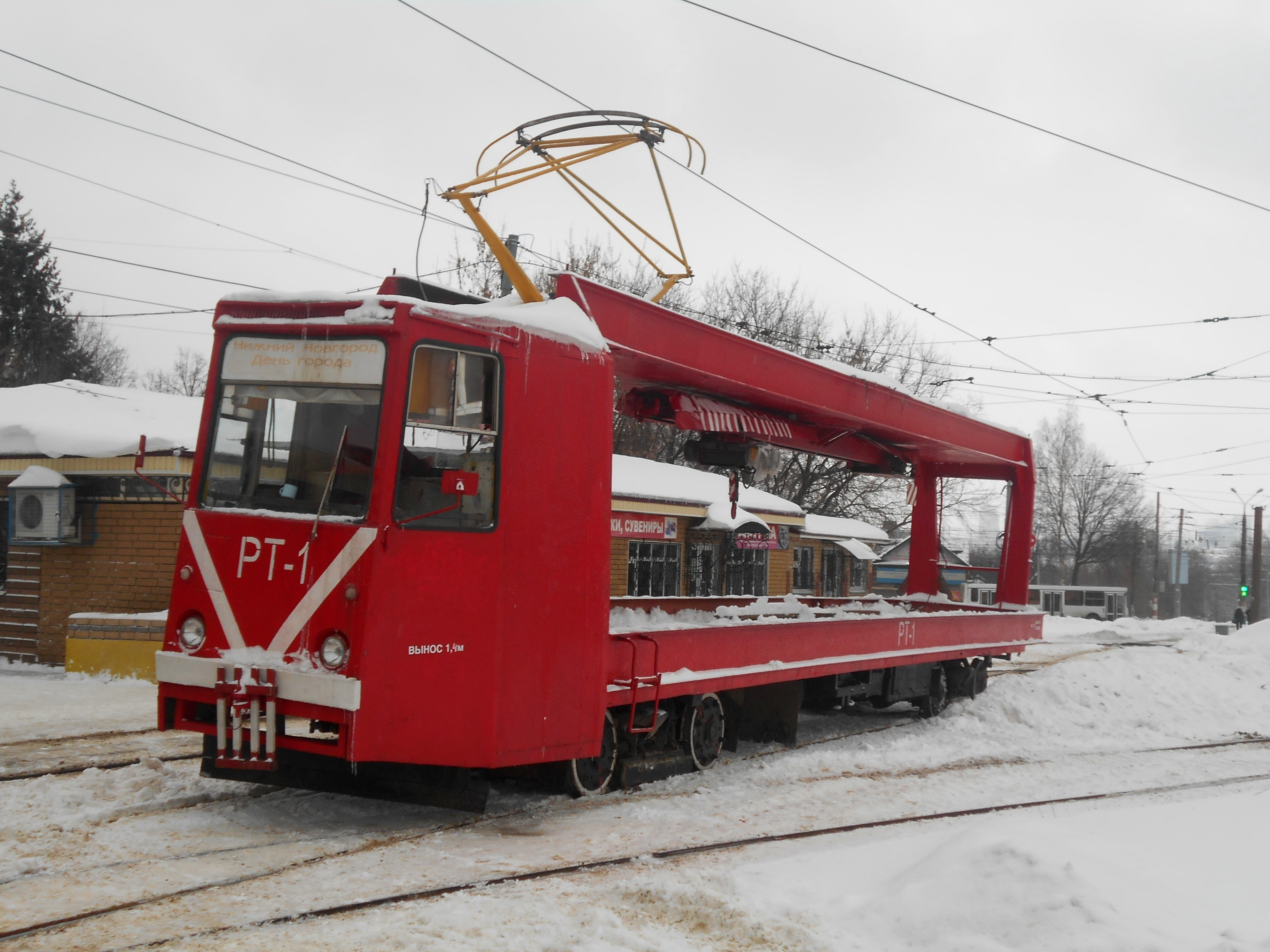
Tramwaj towarowy z dźwigiem w Niżnym Nowogrodzie
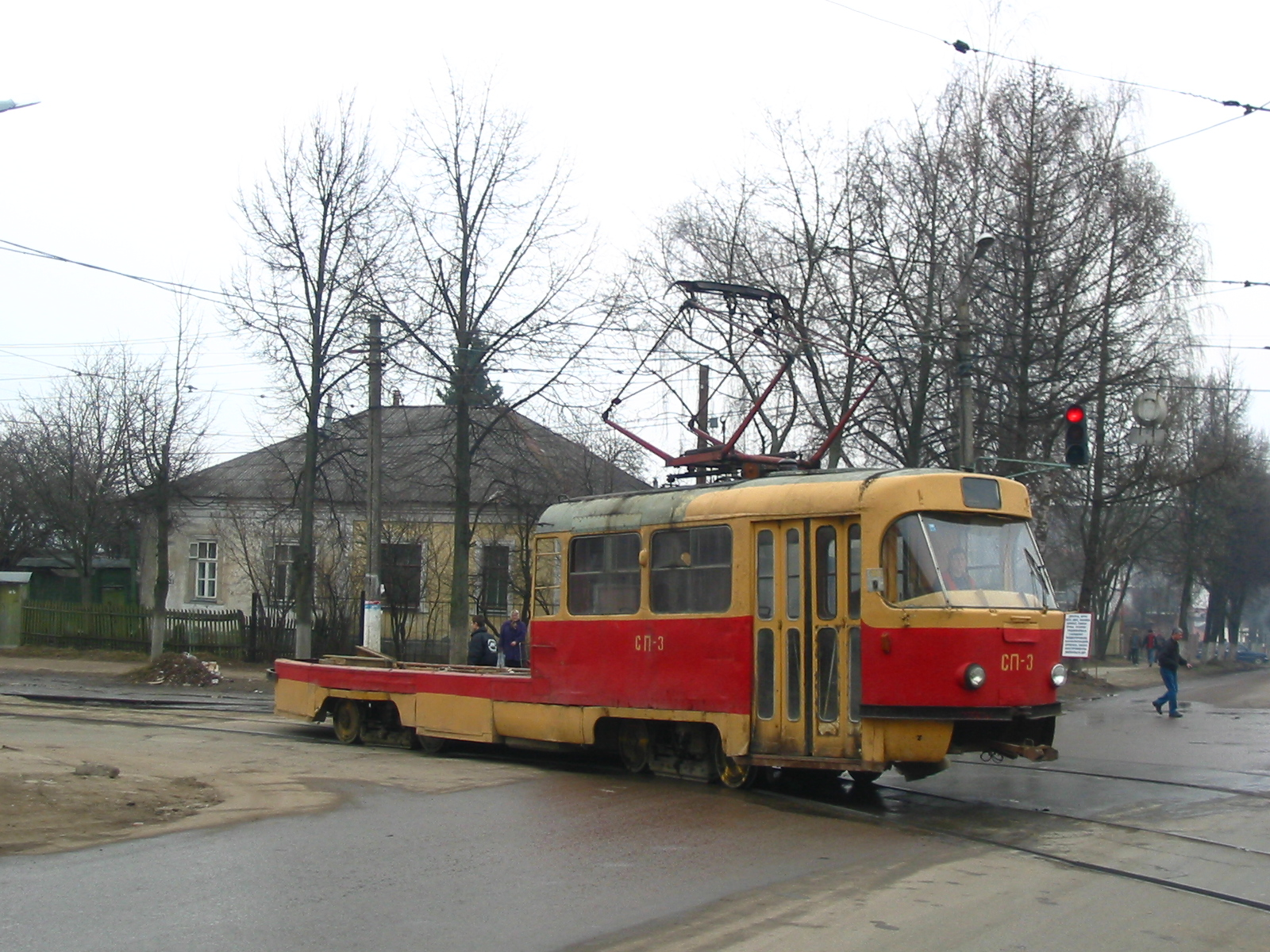
Tramwaj towarowy w Tule

## Wybrani producenci tramwajów

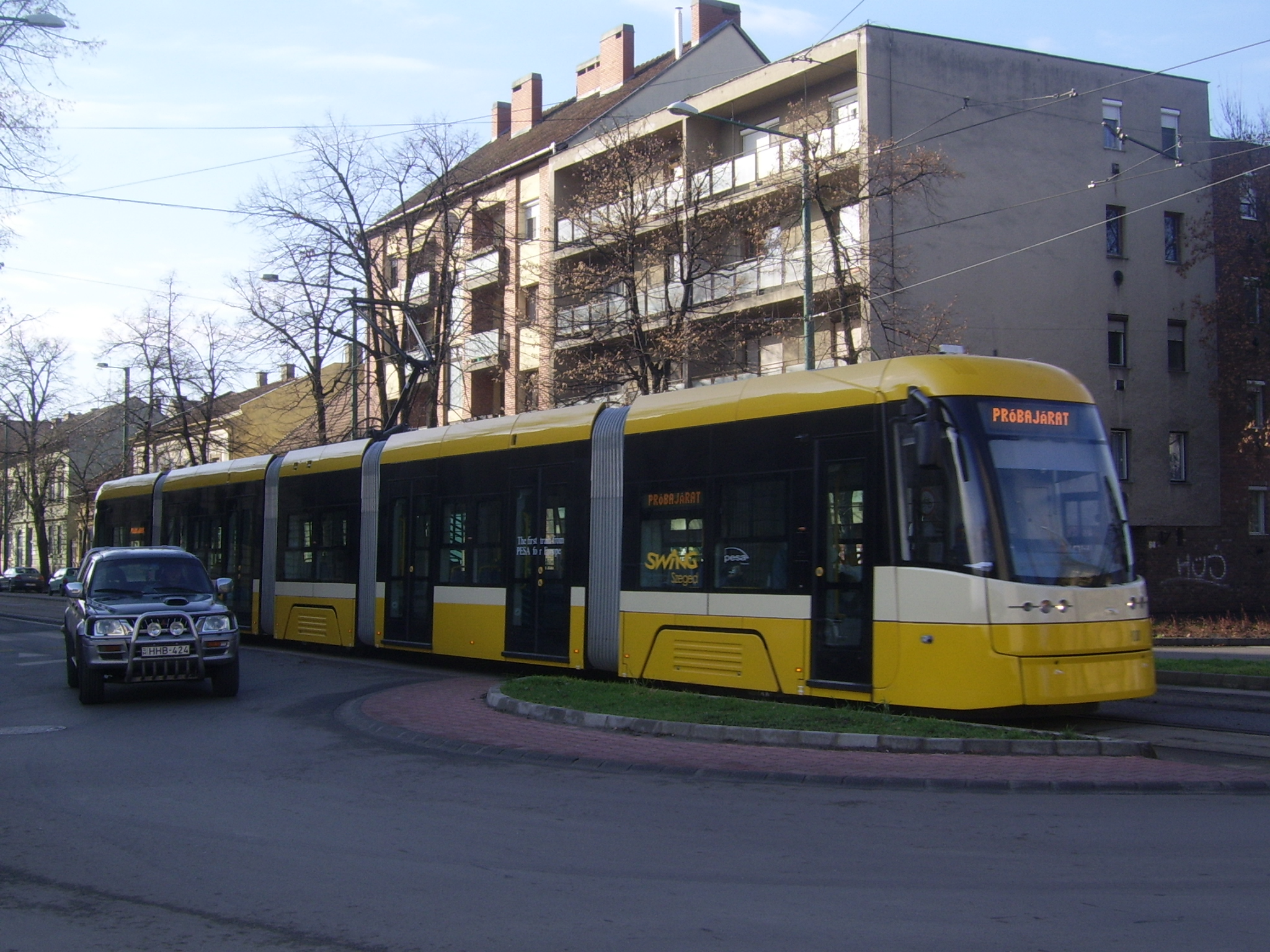
Pesa Swing

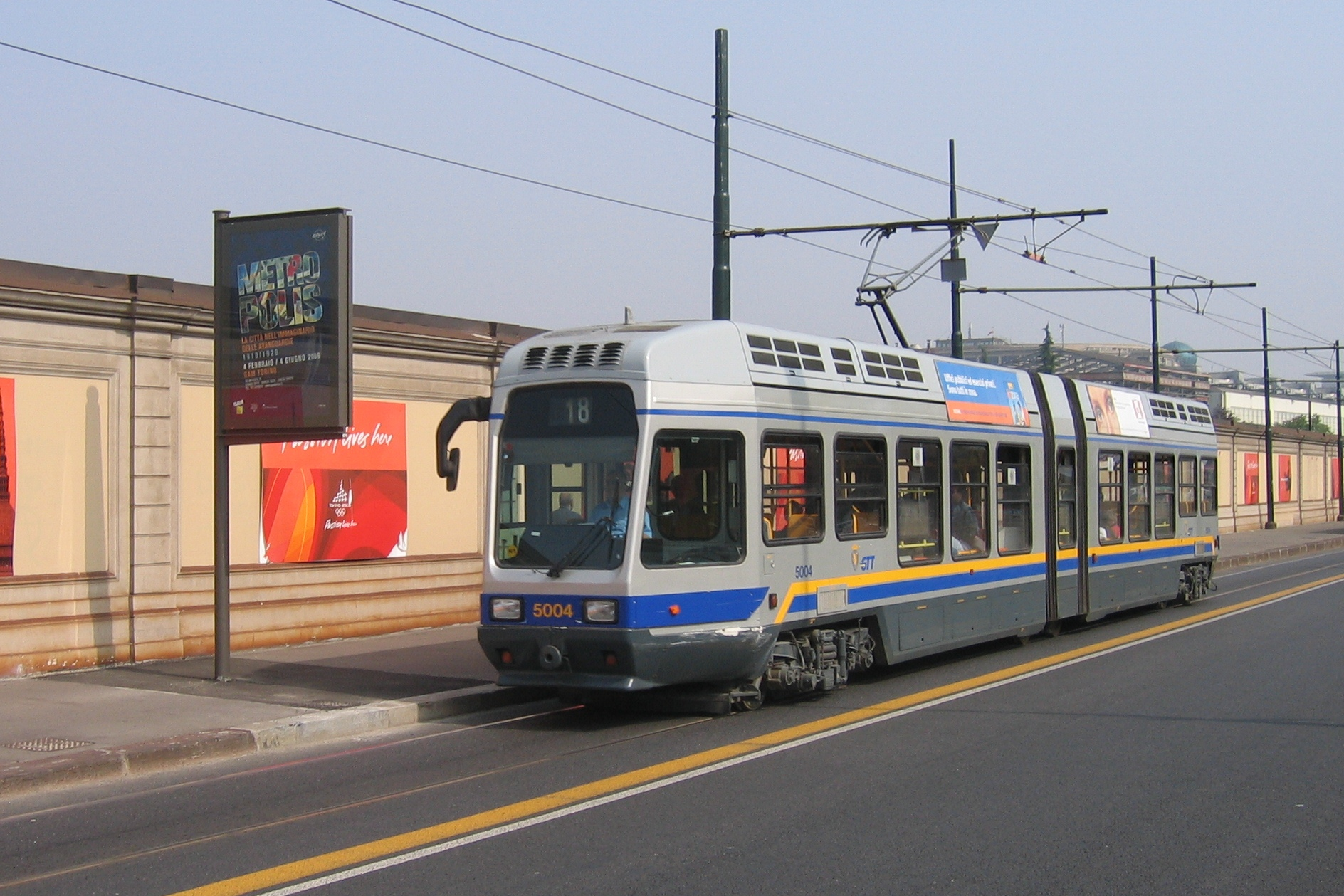
ATM seria 500 w Turynie

Współcześni
| - Alstom - Astra Vagoane Călători - Bozankaya - CAF - CRRC - Durmazlar - FPS Cegielski - Gredelj - Hitachi - Hyundai Rotem | - Kinki Sharyō - Končar - Modertrans - Niigata Transys - PK Transportnyje Sistiemy - Pesa - Siemens - Škoda - Stadler - Transmaszchołding |

Historyczni
| - ABB - ADtranz - AnsaldoBreda - Bombardier Transportation - ČKD (tramwaje marki Tatra) - Duewag - Fiat Ferroviaria - Ganz | - Gothaer Waggonfabrik - Konstal - LHB - MAN - Newag - Protram - Solaris - Vossloh |